# Apollon
Pour les articles homonymes, voir Apollon (homonymie) et Phébus.
Apollon  (en grec ancien : Ἀπόλλων / Apóllōn, en latin : Apollo), ou Phébus / Phœbus dans la mythologie romaine, est, dans la religion grecque antique, le dieu des arts, du chant, de la musique, de la beauté masculine, de la poésie et de la lumière. Il est conducteur des neuf muses. Apollon est également le dieu des purifications et de la guérison, mais peut apporter la peste par son arc ; enfin, c'est l'un des principaux dieux capables de divination, consulté, entre autres, à Delphes, où ses oracles étaient rendus par la Pythie de Delphes. Il a aussi été honoré par les Romains, qui l'ont adopté très rapidement sans changer son nom. Dès le Ve siècle av. J.-C., ils l'adoptèrent pour ses pouvoirs guérisseurs et lui élevèrent des temples.
Il est fréquemment représenté avec son arc et ses flèches, ou encore avec une cithare, voire une lyre, deux instruments de musique : on le qualifie alors de « citharède ». Il est également appelé « musagète » (« celui qui conduit les muses »). Le surnom de « Loxias », « l'Oblique », lui est attribué à cause de l'ambiguïté de ses oracles. Il apparaît dans de nombreux mythes grecs.
Apollon devient au Moyen Âge puis à l'époque moderne un dieu solaire, patron de la musique et des arts. Au XIXe siècle, et en particulier dans La Naissance de la tragédie de Friedrich Nietzsche, il symbolise la raison, la clarté et l'ordre, considérés comme caractéristiques de l'« esprit grec », par opposition à la démesure et à l'enthousiasme dionysiaques. Ainsi, on a pu écrire de lui qu'il est « le plus grec de tous les dieux » et qu'« aucun autre dieu n'a joué un rôle comparable dans le développement du mode de vie grec ». Il reste l'un des dieux auxquels l'on a élevé le plus de temples et consacré le plus de cultes.

## Étymologie
L'étymologie du nom Apollon (grec attique, ionien et homérique : Ἀπόλλων, Apollōn, au génitif Ἀπόλλωνος, Apollōnos ; dorien : Ἀπέλλων, Apellōn ; arcadochypriote : Ἀπείλων, Apeilōn ; éolien : Ἄπλουν, Aploun ; latin : Apollō) est incertaine. L'orthographe Ἀπόλλων avait presque remplacé toutes les autres formes au début de l'ère commune, mais la forme dorienne, Apellon (Ἀπέλλων), est plus archaïque, car dérivée d'une précédente *Ἀπέλϳων.
Le nom d'Apollon est dérivé le plus plausiblement d'une racine indo-européenne *apelo-, *aplo- signifiant « force » ou « puissance ». Selon Daniel E. Gershenson, le nom Apollon est une simple épithète descriptive, les Grecs évitant de prononcer le vrai nom du dieu pour éviter de l'évoquer.

## Nom alternatif
Phébus ou Phœbus (du grec ancien Φοῖβος / Phoíbos) est le nom latin d'Apollon dans la mythologie romaine. Signifiant « le brillant », il est le dieu du soleil personnifié, qui avait dirigé Sol étant enfant. Ce terme est utilisé comme épithète d'Apollon, qu'on peut d'ailleurs nommer « Phébus ». Fils de Léto et Jupiter, il est le frère jumeau de Diane.

## Origines

### Une divinité anatolienne?

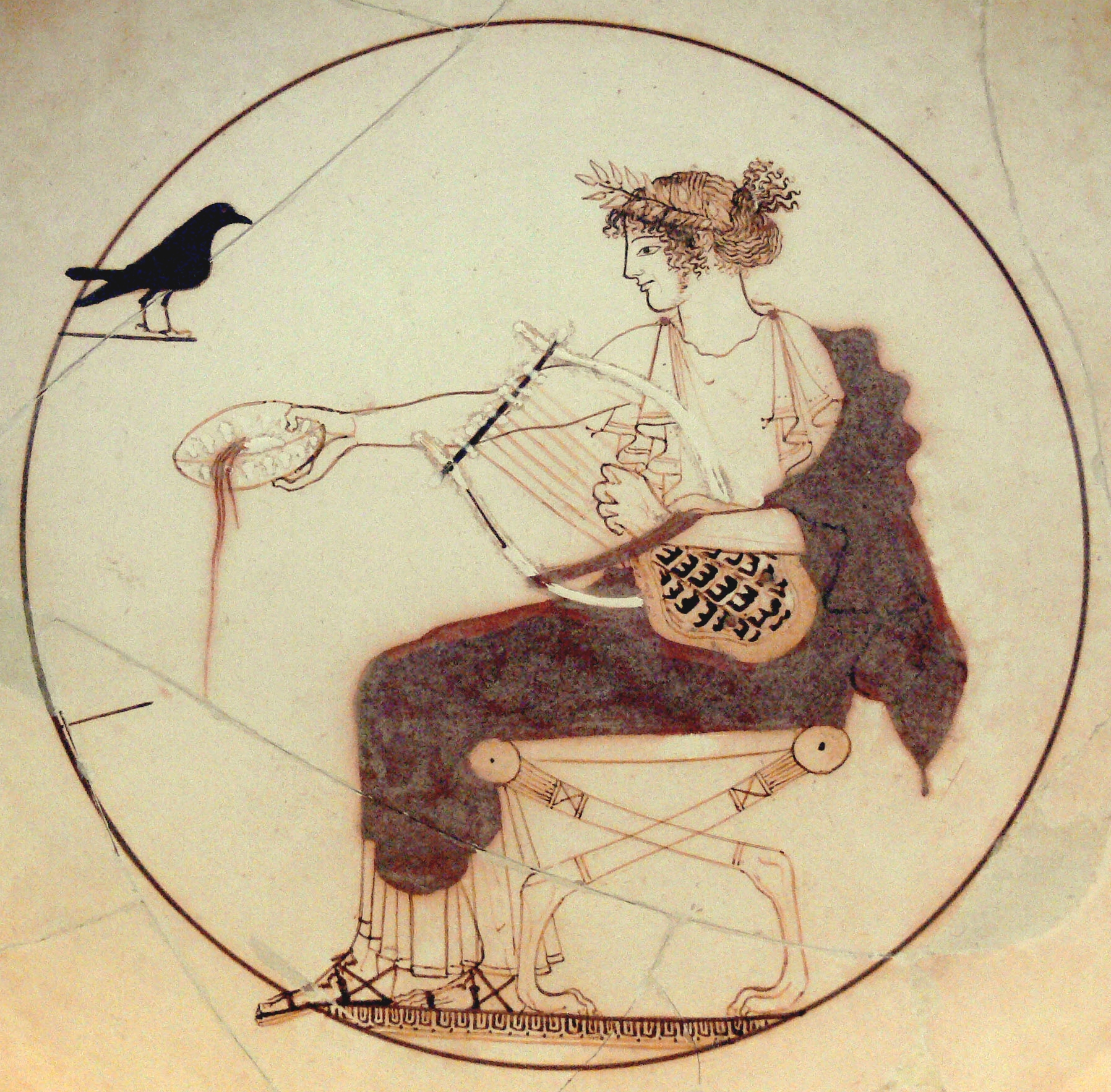
Apollon citharède versant une libation, médaillon d'une coupe attique à fond blanc attribuée au Peintre de Pistoxénos, musée archéologique de Delphes.

La thèse d'une origine « asiatique » (c'est-à-dire anatolienne) d'Apollon et d'Artémis a été développée par des grands noms de l'hellénisme tels que Wilamowitz en 1903 ou M. P. Nilsson en 1925 avant d'être remise en cause plus récemment[Quand ?]. Ces savants s'appuyaient sur différents éléments : le nom de Léto pourrait venir du lycien, un dialecte indo-européen parlé autrefois en Anatolie, et signifierait, sous la forme Lada, « femme » (étymologie aujourd'hui contestée). L'une des épiclèses d'Apollon, Apollon Lycien, conforte cette hypothèse. Cette épiclèse est cependant plus souvent interprétée à partir du nom du « loup » (Gernet, Jeanmaire…). L'arme d'Apollon et de sa jumelle Artémis, l'arc, n'est pas grecque mais barbare (au sens grec : tous les peuples qui ne parlent pas le grec) ; il porte de plus, comme sa sœur, non pas des sandales, à l'instar des autres dieux, mais des bottines, type de chaussure considéré comme asiatique par les Anciens. En outre, il est, dans l'Iliade d'Homère, du côté des Troyens, peuple asiatique, et le rejet que subit Léto, que nulle terre grecque n'accepte, conforterait l'idée d'un dieu étranger. Enfin, le premier texte mentionnant Apollon est un texte hittite et non pas mycénien. 
Fritz Graf souligne des ressemblances entre l'Apollon grec et le dieu hittite Télipinu. En effet, ils sont tous les deux de jeunes dieux, fils du dieu des tempêtes, et sont associés au maintien de l'ordre social. Mais il considère qu'en dépit d'influences, une origine anatolienne ou orientale du dieu est peu plausible.

### Un long passé grec
Inversement, et comme l'ont fait remarquer de nombreux chercheurs[Qui ?], Apollon est paradoxalement peut-être le dieu le plus grec de tous et a une longue histoire en Grèce avant l'époque classique.
Il est aussi possible que ses origines remontent au peuple dorien du Péloponnèse, lequel honorait un dieu nommé Ἀπέλλων / Apéllôn, protecteur des troupeaux et des communautés humaines ; il semblerait que le terme vienne d'un mot dorien, ἀπέλλα / apélla, signifiant « bergerie » ou « assemblée ». L'Apollon dorien serait une figure syncrétique de plusieurs divinités locales pré-grecques, de même que l'Apollon grec est la fusion de plusieurs modèles[réf. nécessaire].
Lorsque son culte s’introduit en Grèce, il est déjà honoré par d'autres peuples pré-hellènes, ce que l’Hymne homérique qui lui est destiné indique en signalant que les Crétois étaient ses premiers prêtres. Son premier lieu de culte est Délos, capitale religieuse des Ioniens ; c'est sous Périclès, au Ve siècle av. J.-C., que l'île passe aux mains des Athéniens, qui confortent son caractère de sanctuaire inviolable en y faisant interdire toute naissance et toute mort. Le culte d'Apollon s'était entre-temps répandu partout dans le monde antique, de l'Asie Mineure (le sanctuaire de Didymes, près de Milet, en porte la trace flagrante : c'est l'un des plus grands temples jamais bâtis dans la zone méditerranéenne) à la Syrie, sans parler des innombrables temples qui lui sont dédiés en Grèce même. Selon Phanias, Gygès, roi de Lydie, fut le premier lui à lui consacrer des offrandes en or. Avant son règne, Apollon Pythien n'avait ni or, ni argent.

### Apollon, dieu de la nature sauvage et «loup du vent»
Dans Apollo the Wolf-god, Daniel E. Gershenson voit en Apollon un dieu d'origine indo-européenne, dont les attributs principaux seraient rassemblés dans l’expression Apollon dieu-loup. Cet auteur s’inscrit dans la lignée des travaux de Louis Gernet (Dolon le loup) et d'Henri Jeanmaire (Couroï et Courètes).
Par le terme de « loup », il faut entendre non pas le culte de l'animal en lui-même, mais de son symbolisme, lequel n'est autre que le vent considéré tant par ses vertus bénéfiques que destructrices. Les vents, comme Zéphyr le vent-loup, peuvent être favorables aux semences, mais sont aussi tenus pour issus des cavernes et cette origine souterraine les met en relation avec les Enfers. Le vent est ainsi le passage entre le chaos et le cosmos.
Ceci explique le rôle de la divinité comme tuteur des éphèbes, de jeunes guerriers qui accomplissent leur initiation d’adultes, sa fonction de protecteur du grain semé et enfin sa qualité de dieu de la prophétie qui révèle les mystères et initie les musiciens et les poètes. Le Lycée (Λύκειον / Lukeion), rendu célèbre par Aristote, est placé dans un gymnase jouxtant le temple d'Apollon Lykeios. Apollon Lykeios, le dieu-loup, serait le maître des passages, dieu qui transforme les forces chaotiques des confréries de loups-garous de l'adolescence vers l'âge adulte, qui dévoile par la prophétie ou la Pythie le monde caché vers le découvert et le manifeste.
Gershenson présente de nombreux témoignages dans le monde européen qui pourraient montrer que ce dieu-loup et dieu-vent remonte à une période antérieure à la séparation des peuples européens qui ont pénétré en Europe centrale et méridionale. Ses déductions sont en accord avec celles d'autres spécialistes, qui ont notamment souligné le lien d'Apollon avec les loups et son rôle joué dans les initiations. Apollon est particulièrement associé à Borée, le Vent du Nord.
Dans la même optique, de nombreux chercheurs ont rapproché Apollon de Rudra. Comme le dieu védique, Apollon est un dieu du vent et de la nature sauvage à l'origine : c'est en s'opposant à Dionysos qu'il a développé des caractères « civilisés ». Face à un Dionysos « feu sauvage », il est devenu, contrairement à sa nature première, dieu du foyer delphique. Au feu hivernal de Dionysos il s'est opposé comme dieu estival et comme dieu solaire. Il s'est ainsi affirmé comme dieu de la sagesse face à la folie dionysiaque. Et si Dionysos, dieu subversif, a pu être considéré comme indésirable dans la société aristocratique, Apollon est devenu le dieu civique et national par excellence.

### Hypothèse d’origine gréco-celtique

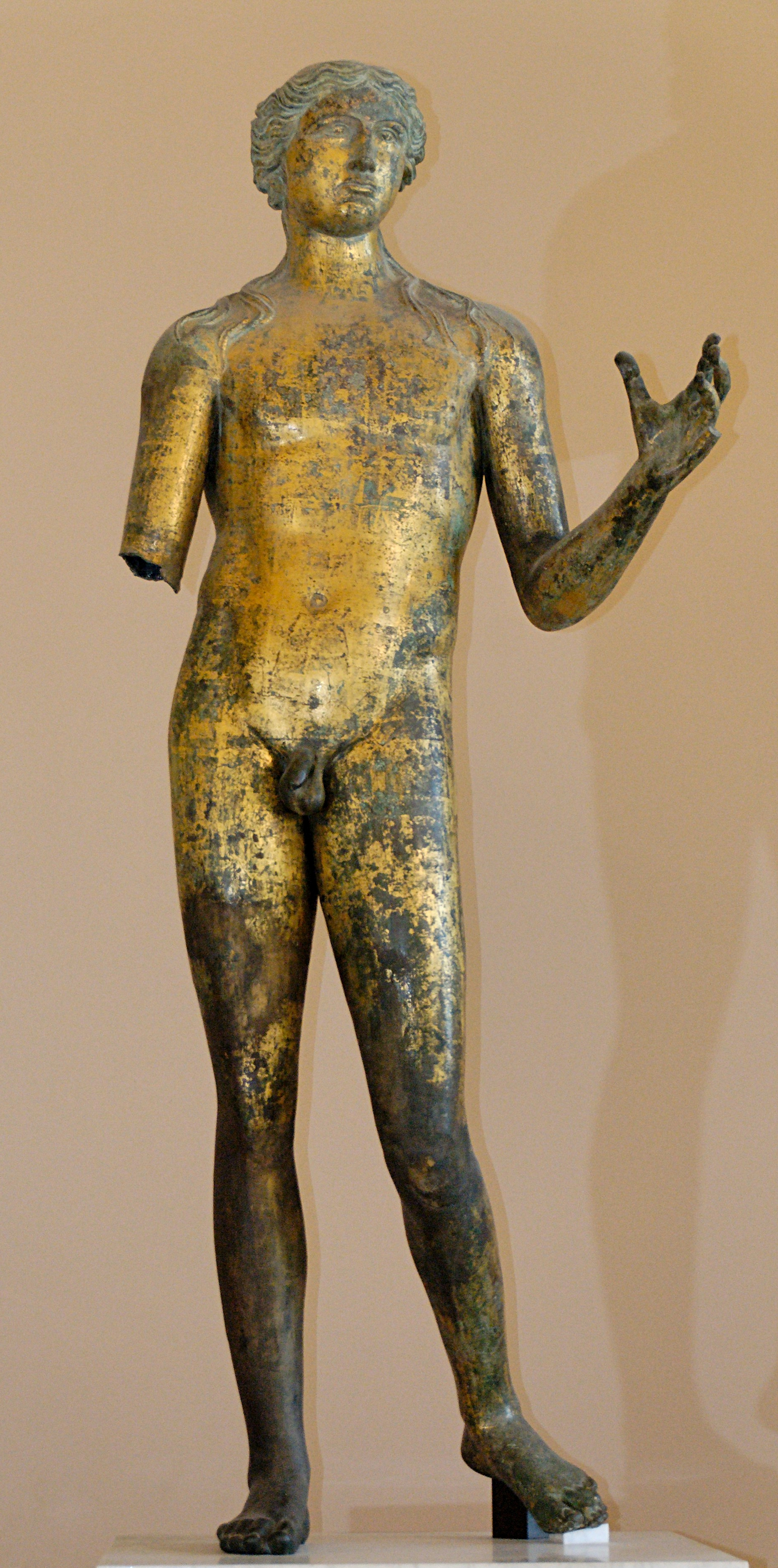
Apollon de Lillebonne, bronze doré gallo-romain du IIe siècle, musée du Louvre.

Au rebours de la thèse traditionnelle, Bernard Sergent, spécialiste de mythologie comparée, s'attache à montrer dans Le livre des dieux. Celtes et Grecs, II (Payot, 2004) l'identité d'Apollon et du dieu celtique Lug. Pour lui, le dieu n'est pas asiatique mais gréco-celtique, et par-delà, indo-européen. Il remonte au moins à la séparation des ancêtres des Celtes et des Grecs, au IVe millénaire av. J.-C., et il est arrivé « tout d'un bloc » en Grèce : ce n'est pas une divinité composite. Il possède des homologues en domaine germanique (Wotan) ou indien (Varuna).
Apollon serait la « version divine du roi humain ». Les poèmes homériques lui donnent systématiquement l'épithète anax, qui remonte à la désignation mycénienne du roi, wanax. Or le roi indo-européen est rattaché aux trois fonctions définies par Georges Dumézil, d'où la complexité d’Apollon : il remplit toutes les fonctions que puisse avoir un dieu. La définition de Lug donnée par Christian-Joseph Guyonvarc'h et Françoise Le Roux peut aussi bien s'appliquer à lui : il est « tous les dieux résumés en un seul théonyme ».

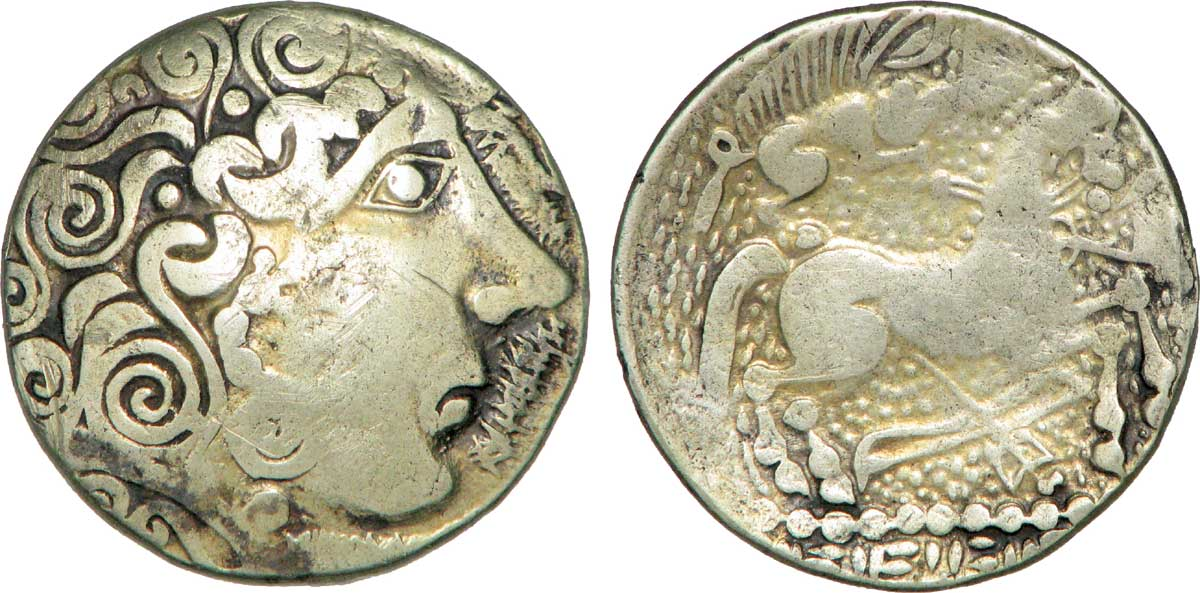
Calètes (Pays de Caux). Hémistatère « au sanglier aurige ». Date : Description de l'avers : tête d’Apollon à droite, la chevelure ornementée en esses enchevêtrées ; la base du cou ornée et deux motifs de pomme de pin (?) devant le visage.

Bernard Sergent compare une à une toutes les caractéristiques connues de Lug et d'Apollon et relève de nombreux points et de nombreux attributs communs. C'est surtout à Delphes que le caractère complexe du dieu se révèle, dans son rôle d'inspirateur de la Pythie et des hommes, qu'il révèle à soi.
Le rapprochement proposé par Bernard Sergent entre Lug et Apollon n'a pas été repris par d'autres spécialistes. Pierre Sauzeau lui reproche de négliger la proximité Apollon-Rudra « reconnue explicitement » et les liens avec Artémis. Les spécialistes actuels des études celtiques voient davantage en Lug un héritier du couple indo-européen des Dioscures, les Jumeaux divins, une des plus anciennes figures du panthéon indo-européen.

### Un dieu solaire?
L'identification d'Apollon avec le soleil n'apparaît dans aucune source avant le Ve siècle av. J.-C. — à l'époque archaïque, ce sont Hélios ou Hypérion qui représentent le feu solaire ; la première mention attestée remonte à Euripide, dans un fragment de la tragédie perdue Phaéton,. L'assimilation s'explique par l'épithète φοῖϐος / Phoibos, littéralement « le brillant », qui est associée à Apollon chez Homère. Cette épithète donnera Phœbus en latin, d'où Apollo Phœbus. Elle rencontre un grand succès parmi les poètes, milieu où le nom d'« Apollon » est souvent employé, par métonymie, pour désigner le soleil, de même que « Déméter » pour le pain ou « Héphaïstos » pour le feu. On en trouve peu d'écho dans le culte d'Apollon.
Apollon Soleil tout comme Artémis Lune se sont éloignés de leur caractère primitif de dieux sauvages en rejoignant la sphère cosmique de la religion.

### Synthèse de plusieurs mythologies
Dans l'Iliade, Apollon est décrit comme un dieu lunaire : son arc est d'argent, couleur liée à la nuit et à la lune. Ensuite, de multiples évolutions l'amèneront à devenir un dieu solaire (son épithète Phœbus, la lumière) ; son arc et ses flèches renvoient d'ailleurs aux rayons solaires. Toujours dans les poèmes homériques, il est perçu comme un dieu vengeur, menaçant, porteur de peste. Dans le chant I de l'Iliade, ses surnoms sont les suivants : toxophore, Seigneur archer, argyrotoxos, à l'arc d'argent, etc. Cette attitude vengeresse est accompagnée de traits de caractère belliqueux : Homère l'y décrit comme un dieu orgueilleux, emporté par ses sentiments et par la violence. Cependant, les poèmes homériques (Iliade) écrits au IXe siècle av. J.-C. narrent une histoire antérieure de près de quatre siècles (Troie a été détruite dans les années 1280 av. J.-C.). Le dieu Apollon n'a pas encore subi les influences qui l'amèneront à devenir le dieu complexe qu'il est dans la Grèce classique[réf. nécessaire].

## Généalogie et famille
Apollon est le fils de Zeus et de la Titanide Léto. Il a pour sœur jumelle Artémis.
Sa naissance est contée en détail dans l’Hymne homérique à Apollon : sur le point d'enfanter, Léto parcourt la mer Égée, cherchant un asile pour son fils et pour fuir Héra qui la chasse par jalousie. Pleines de terreur, « car nulle d'entre elles n'eut assez de courage, si fertile qu'elle fût, pour accueillir Phoibos », îles et presqu'îles refusent l'une après l'autre d'accueillir Apollon. Léto gagne finalement l'île de Délos, qui refuse d'abord, de peur que le dieu ne la méprise ensuite à cause de l'âpreté de son sol. Léto jure par le Styx que son fils y bâtira son temple et l'île accepte aussitôt.
Toutes les déesses, dont Dioné, Rhéa, Thémis et Amphitrite, viennent assister Léto pendant sa délivrance. Par jalousie, Héra ne prévient pas Ilithyie, déesse des accouchements, qui reste sur l'Olympe. Après neuf jours et neuf nuits, les déesses ordonnent à Iris, messagère des dieux, de prévenir Ilithyie et de lui remettre un collier d'or pour la faire venir. Dès que celle-ci arrive à Délos, Léto étreint un palmier qui deviendra sacré et donne naissance à Apollon, en un jour qui est le septième du mois. Aussitôt, les cygnes sacrés font sept fois le tour du rivage en chantant. Puis Thémis offre à Apollon le nectar et l'ambroisie. Dans l’Hymne homérique, Artémis ne naît pas en même temps que son frère, mais à Ortygie — nom qui désigne peut-être l'emplacement du temple d'Artémis à Éphèse. Dès sa naissance, Apollon manifeste sa puissance d'immortel ; il réclame ses attributs, la lyre et l'arc, et affirme ses pouvoirs.
Version de Pindare
Chez Pindare, Artémis et Apollon naissent, jumeaux, à Délos. Délos est une île errante avant l'arrivée de Léto, métamorphose de sa sœur Astéria ; après la délivrance d'Apollon, quatre colonnes surgissent du fond de la mer et viennent l'ancrer solidement. Chez Hygin, le serpent Python prédit sa propre mort des mains d'Apollon et poursuit Léto enceinte pour l'empêcher d'accoucher. Parallèlement, Héra décrète qu'aucune terre sous le soleil ne pourra accueillir Léto. Zeus demande donc à Borée, le vent du Nord, d'amener Léto à Poséidon, qui installe la parturiente sur l'île d'Ortygie, qu'il recouvre sous les eaux. Python finit par abandonner ses recherches et Léto peut accoucher. Aussitôt, Poséidon fait sortir des eaux Ortygie qui prend le nom de Délos, « la visible ». On trouve chez Apollodore l'idée qu'Artémis naît la première et sert de sage-femme à Léto pour la naissance de son frère.
L'arbre généalogique ci-dessous est basé sur les écrits du poète grec Hésiode ainsi que sur la Bibliothèque d'Apollodore.
|        |        |        |        |        |        |  |  |         |      |      |      |         |      |  |  | Gaïa |      |      |      |      |      |  |  |       |       |       |       |       |       |
|        |        |        |        |        |        |  |  |         |      |      |      |         |      |  |  |      |      |      |      |      |      |  |  |       |       |       |       |       |       |
|        |        |        |        |        |        |  |  |         |      |      |      |         |      |  |  |      |      |      |      |      |      |  |  |       |       |       |       |       |       |
|        |        |        |        |        |        |  |  |         |      |      |      |         |      |  |  |      |      |      |      |      |      |  |  |       |       |       |       |       |       |
|        |        |        |        |        |        |  |  | Ouranos |      |      |      |         |      |  |  |      |      |      |      |      |      |  |  |       |       |       |       |       |       |
|        |        |        |        |        |        |  |  |         |      |      |      |         |      |  |  |      |      |      |      |      |      |  |  |       |       |       |       |       |       |
|        |        |        |        |        |        |  |  |         |      |      |      |         |      |  |  |      |      |      |      |      |      |  |  |       |       |       |       |       |       |
|        |        |        |        |        |        |  |  |         |      |      |      |         |      |  |  |      |      |      |      |      |      |  |  |       |       |       |       |       |       |
| Cronos | Cronos | Cronos | Cronos | Cronos | Cronos |  |  | Rhéa    | Rhéa | Rhéa | Rhéa | Rhéa    | Rhéa |  |  | Céos | Céos | Céos | Céos | Céos | Céos |  |  | Phébé | Phébé | Phébé | Phébé | Phébé | Phébé |
| Cronos | Cronos | Cronos | Cronos | Cronos | Cronos |  |  | Rhéa    | Rhéa | Rhéa | Rhéa | Rhéa    | Rhéa |  |  | Céos | Céos | Céos | Céos | Céos | Céos |  |  | Phébé | Phébé | Phébé | Phébé | Phébé | Phébé |
|        |        |        |        |        |        |  |  |         |      |      |      |         |      |  |  |      |      |      |      |      |      |  |  |       |       |       |       |       |       |
|        |        |        |        |        |        |  |  |         |      |      |      |         |      |  |  |      |      |      |      |      |      |  |  |       |       |       |       |       |       |
|        |        |        |        |        |        |  |  | Zeus    | Zeus | Zeus | Zeus | Zeus    | Zeus |  |  | Léto | Léto | Léto | Léto | Léto | Léto |  |  |       |       |       |       |       |       |
|        |        |        |        |        |        |  |  | Zeus    | Zeus | Zeus | Zeus | Zeus    | Zeus |  |  | Léto | Léto | Léto | Léto | Léto | Léto |  |  |       |       |       |       |       |       |
|        |        |        |        |        |        |  |  |         |      |      |      |         |      |  |  |      |      |      |      |      |      |  |  |       |       |       |       |       |       |
|        |        |        |        |        |        |  |  |         |      |      |      | Apollon |      |  |  |      |      |      |      |      |      |  |  |       |       |       |       |       |       |

### Amours et descendance

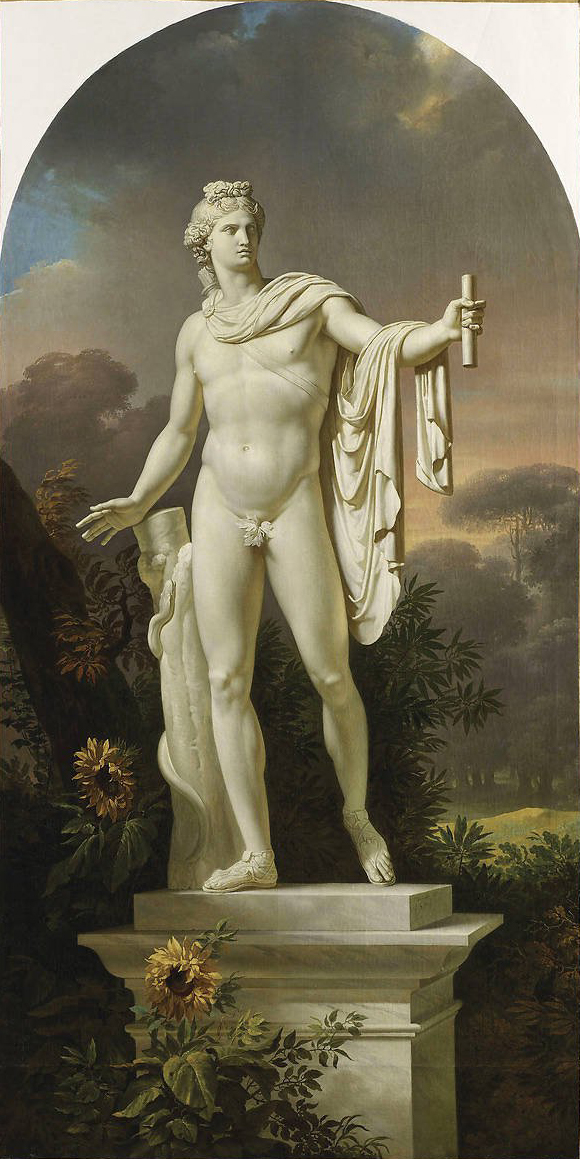
Charles Meynier, Apollon du Belvédère sur fond de paysage, (musée de la Révolution française).

Apollon eut une nombreuse descendance :
- Apis qui apparaît dans Les Suppliantes d'Eschyle en tant que iatromante et sauveur du Péloponèse ;
- Aristée, avec Cyrène ;
- Asclépios
- Ialémos
- Ion
- Linos
- Milétos
- Phaéthon
- Phémonoé
- Philamnos
- Lapitha

Réputé pour sa grande beauté, Apollon est paradoxalement assez malheureux dans ses amours,. Celles-ci ont pour objet des nymphes, des mortels/mortelles, mais très rarement des divinités majeures.
Il s'éprend de la nymphe Cyrène en la voyant combattre un lion qui menace les troupeaux de son père. Il fait part de ses sentiments au centaure Chiron, qui les approuve. Encouragé, Apollon se déclare à la jeune fille, qu'il emmène en Libye. Là, elle reçoit du dieu la souveraineté sur la région, la Cyrénaïque, et donne naissance à Aristée, qui enseignera aux hommes l'apiculture.
Les autres amours du dieu sont moins heureuses. Il enlève Marpessa, fille d'Événos, alors qu'elle est fiancée à l'Argonaute Idas. Ce dernier réclame sa promise les armes à la main, et Zeus doit séparer les deux adversaires. Le roi des dieux demande à Marpessa de choisir entre ses deux soupirants ; la jeune fille opte pour Idas, de peur d'être abandonnée par Apollon l'âge venant.
Il poursuit de ses ardeurs la nymphe Daphné ; pendant sa fuite, la jeune fille invoque son père, le dieu fleuve Pénée, qui lui substitue un laurier ou la transforme en cette plante. Ses amours avec Coronis, fille de Phlégias, roi des Lapithes, ne finissent pas mieux : enceinte du dieu, elle le trompe avec le mortel Ischys. Apollon, maître de la divination, perçoit la vérité, qui lui est également rapportée par un corbeau. Il envoie alors sa sœur Artémis pourfendre l'infidèle de ses flèches, mais pris de pitié pour l'enfant à naître, il arrache ce dernier du ventre de sa mère qui se consume sur le bûcher. Il porte le jeune Asclépios chez le centaure Chiron, qui l'élève et lui enseigne l'art de la médecine. Apollon s'éprend également de la princesse troyenne Cassandre, fille du roi Priam : elle promet de se donner à lui en échange du don de prophétie, mais, après avoir obtenu satisfaction, elle revient sur ses dires. Furieux, Apollon la condamne à ne jamais être prise au sérieux.
De nombreuses autres aventures sont attribuées à Apollon. Souvent, les récits se concentrent sur la progéniture divine plutôt que sur la mère, dont le nom change suivant la version : il ne s'agit pas de véritables histoires d'amour, mais d'un moyen de rattacher un personnage à Apollon. Ainsi des musiciens Linos et Orphée, du devin Philamnos, d'Ion, éponyme des Ioniens ou de Delphos, fondateur de Delphes.
Apollon est aussi le dieu qui compte le plus d'aventures avec des jeunes garçons. Il s'éprend de Hyacinthe, fils d'un roi de Sparte. Alors qu'ils s'entraînent au lancer du disque, le hasard — ou Zéphyr jaloux — fait que le disque frappe Hyacinthe à la tempe. Désespéré, Apollon fait jaillir du sang du jeune homme une fleur, le hyakinthos, qui n'est sans doute pas la jacinthe actuelle. L'histoire de Cyparisse, fils de Télèphe, se termine également de manière tragique. Aimé d'Apollon, il a pour compagnon un cerf apprivoisé. Il le tue un jour par mégarde ; désespéré, il demande au dieu la mort, et la grâce de pouvoir pleurer éternellement. Ainsi est-il changé en cyprès, symbole de la tristesse. Apollon s'éprend également d'Hyménaios, fils de Magnès ; absorbé par sa passion, le dieu ne voit pas le jeune Hermès lui dérober ses troupeaux. On ignore la fin de l'histoire.
Figurent également parmi ses amants Hélénos, frère de Cassandre ; Carnos, fils de Zeus et d'Europe, qui reçoit du dieu le don de divination ; Leucatas qui, pour échapper au dieu, se jette du haut d'une falaise et donne son nom à l'île de Leucade ; Branchos, aimé d'Apollon alors qu'il garde ses troupeaux, puis fondateur de l'oracle du dieu à Didymes.

## Mythe

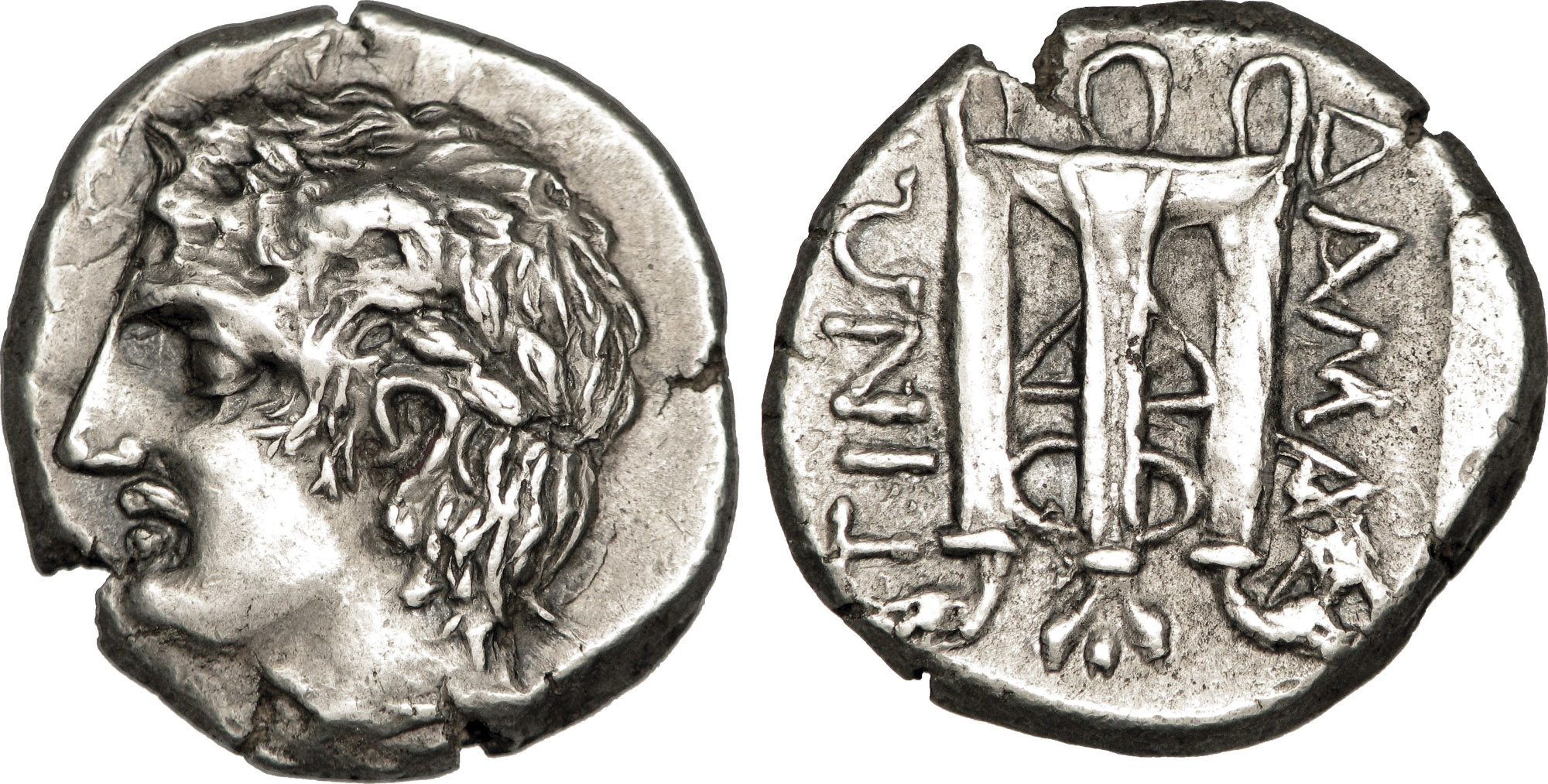
Tétradrachme de la région Illyro Péonienne représentant Apollon.

### Chez les Hyperboréens
Peu après la naissance d'Apollon, Zeus lui remet un char tiré par des cygnes et lui ordonne de se rendre à Delphes. Le dieu n'obéit pas immédiatement, mais s'envole à bord de son char pour le pays des Hyperboréens qui, selon certaines versions, est la patrie de Léto. Là vit un peuple sacré qui ne connaît ni la vieillesse, ni la maladie ; le soleil y brille en permanence. Apollon y reste pendant un an avant de partir pour Delphes. Il y revient tous les dix-neuf ans, période au bout de laquelle les astres ont accompli une révolution complète (un cycle métonique). De l'équinoxe de printemps au lever des Pléiades, il y danse chaque nuit en s'accompagnant de la lyre. Selon d'autres légendes, il y passe chaque année les mois d'hiver, ne revenant dans son lieu de culte — Delphes ou Délos — qu'avec le printemps.

### L'arrivée à Delphes

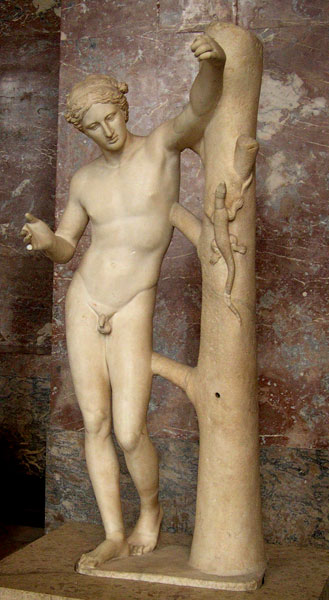
Apollon sauroctone, représentant peut-être le meurtre du serpent Python, musée du Louvre.

Les premiers exploits du dieu sont décrits dans l’Hymne homérique à Apollon pythien. À la recherche d'un lieu où fonder son oracle, Apollon s'arrête d'abord à la source Telphouse, près de l'Hélicon. Ne souhaitant pas partager le lieu avec quiconque, elle lui suggère d'aller plutôt à Crisa, près de Delphes. Là, Apollon établit son temple, après avoir tué le serpent femelle, la Δράκαινα / drákayna, enfant de Gaïa, qui garde les lieux. La dépouille du serpent reçoit le nom de Πυθώ / Puthố, « la pourrissante » (de πύθειν / púthein, « pourrir »), Apollon prend le titre de Pythien et sa prêtresse celui de Pythie. En colère contre Telphouse, Apollon rebrousse chemin et ensevelit la source sous une pluie de pierres. Il bâtit un sanctuaire à sa place et prend le nom de Telphousien. Le dieu cherche ensuite un moyen de faire venir des prêtres à son temple pythien. Il aperçoit alors un navire de Crétois voguant vers Pylos. Prenant la forme d'un dauphin (δελφίς / delphís), il les mène jusqu'à Crisa. Il se transforme ensuite en jeune homme et conduit les Crétois jusqu'au sanctuaire dont ils deviendront les desservants. Crisa prend alors le nom de Delphes (Δελφοί / Delphoí).
L'arrivée à Delphes fait l'objet de variantes. Chez Pindare, le dieu prend contrôle du lieu par la force (on ne précise pas comment), ce qui pousse Gaïa à vouloir le jeter au Tartare. D'autres auteurs mentionnent également les répercussions du meurtre de Python : chez Plutarque, Apollon doit se purifier dans les eaux du Tempé. Chez Euripide, Léto amène Apollon à Delphes où il tue le serpent Python. En colère, Gaïa envoie aux hommes des rêves prophétiques. Apollon se plaint de cette concurrence déloyale à Zeus, qui met fin aux rêves. Chez Hygin, Apollon tue Python pour venger sa mère, que le serpent a poursuivie pendant sa grossesse.

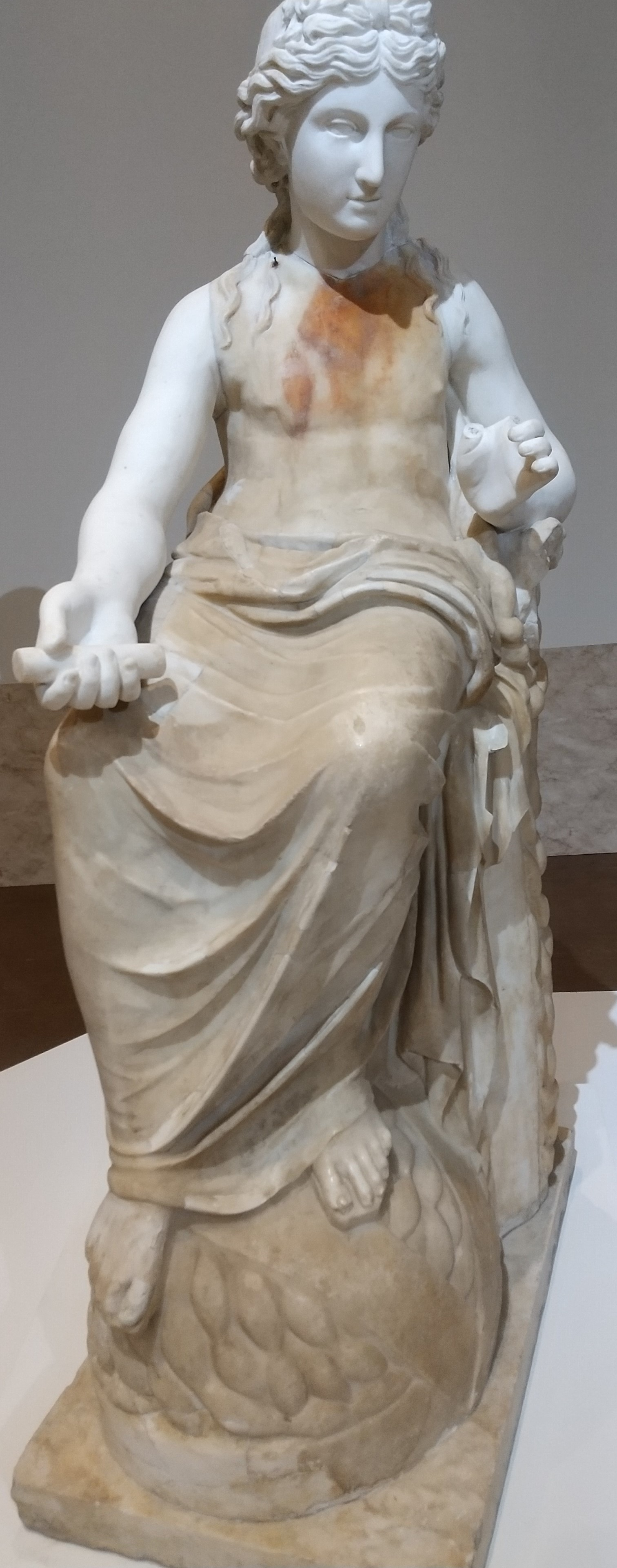
Statue d'Apollon assis, les pieds sur l'omphalos.

Dans d'autres traditions, la prise de Delphes est pacifique. Ainsi, chez Eschyle, Gaïa donne l'endroit à sa fille Thémis, laquelle le donne à son tour à sa sœur Phébé, qui le remet ensuite à Apollon. Chez Aristonoos, Apollon est conduit à Delphes par Athéna et persuade Gaïa de lui donner le sanctuaire.

### La guerre de Troie
Pendant la guerre de Troie, Apollon se range aux côtés des Troyens, qui lui consacrent un temple sur leur acropole. Comme le font Poséidon et Athéna pour les Achéens, il intervient aux côtés des troupes qu'il défend pour les encourager. Il prend les traits de mortels pour conseiller Hector ou Énée. Il soustrait Énée aux coups de Diomède, intervient en personne pour repousser le guerrier grec quand il se fait trop pressant puis sauve Énée en le remplaçant par un fantôme sur le champ de bataille. De même, il dérobe Hector à la rage d'Achille. Inversement, il se sert d'Agénor pour éloigner Achille et empêcher la prise de Troie. Il intervient directement en frappant et désarmant Patrocle, laissant le héros sans défense face aux Troyens qui le tueront. Selon les versions, il aide Pâris à abattre Achille, ou prend la forme du prince troyen pour le tuer.
Défenseur des Troyens, il a pour principal adversaire sa demi-sœur Athéna. Non content de l'affronter sur le champ de bataille par mortels interposés, il veut empêcher Diomède, le protégé d'Athéna, de remporter l'épreuve de course en chars lors des jeux funéraires de Patrocle ; la déesse intervient à son tour pour faire gagner son champion. Néanmoins, Apollon sait se retenir face à son oncle Poséidon et lui propose de laisser les mortels régler eux-mêmes leurs querelles.
On ignore pourquoi Apollon prend aussi activement parti pour les Troyens, ou inversement contre les Grecs. Son seul lien avec Troie remonte à sa servitude auprès de Laomédon, mais cette histoire devrait plutôt l'inciter à soutenir les Grecs, comme le fait Poséidon.

### Un dieu vengeur
Apollon est un dieu vindicatif, prompt à punir ceux qui le défient en commettant par ailleurs deux fratricides (Tityos et Amphion). Il tue le serpent Python et, aidé de sa sœur, il élimine son demi-frère Tityos, qui a tenté de s'en prendre à Léto. Toujours avec Artémis, il massacre de ses flèches ses neveux et nièces, les fils et filles de Niobé, qui a osé se moquer de sa mère. Il tue aussi son demi-frère Amphion qui tente de piller son temple pour venger les Niobides. Il fait périr les Aloades quand ceux-ci entreprennent d'escalader l'Olympe et de défier les dieux. Il écorche vivant le satyre Marsyas, amateur de flûte, qui lui a lancé un défi musical. Le roi Midas, qui avait préféré le son de la flûte à celui de la lyre, est doté d'une paire d'oreilles d'âne.
La confrontation ne tourne pas toujours à l'avantage du dieu. Quand Héraclès s'empare du trépied de Delphes pour faire pression sur la Pythie, Apollon accourt à la rescousse de la prêtresse. Le héros se serait enfui avec le trépied si le dieu n'avait pas appelé à l'aide son père Zeus, qui intervient en envoyant un trait de foudre.

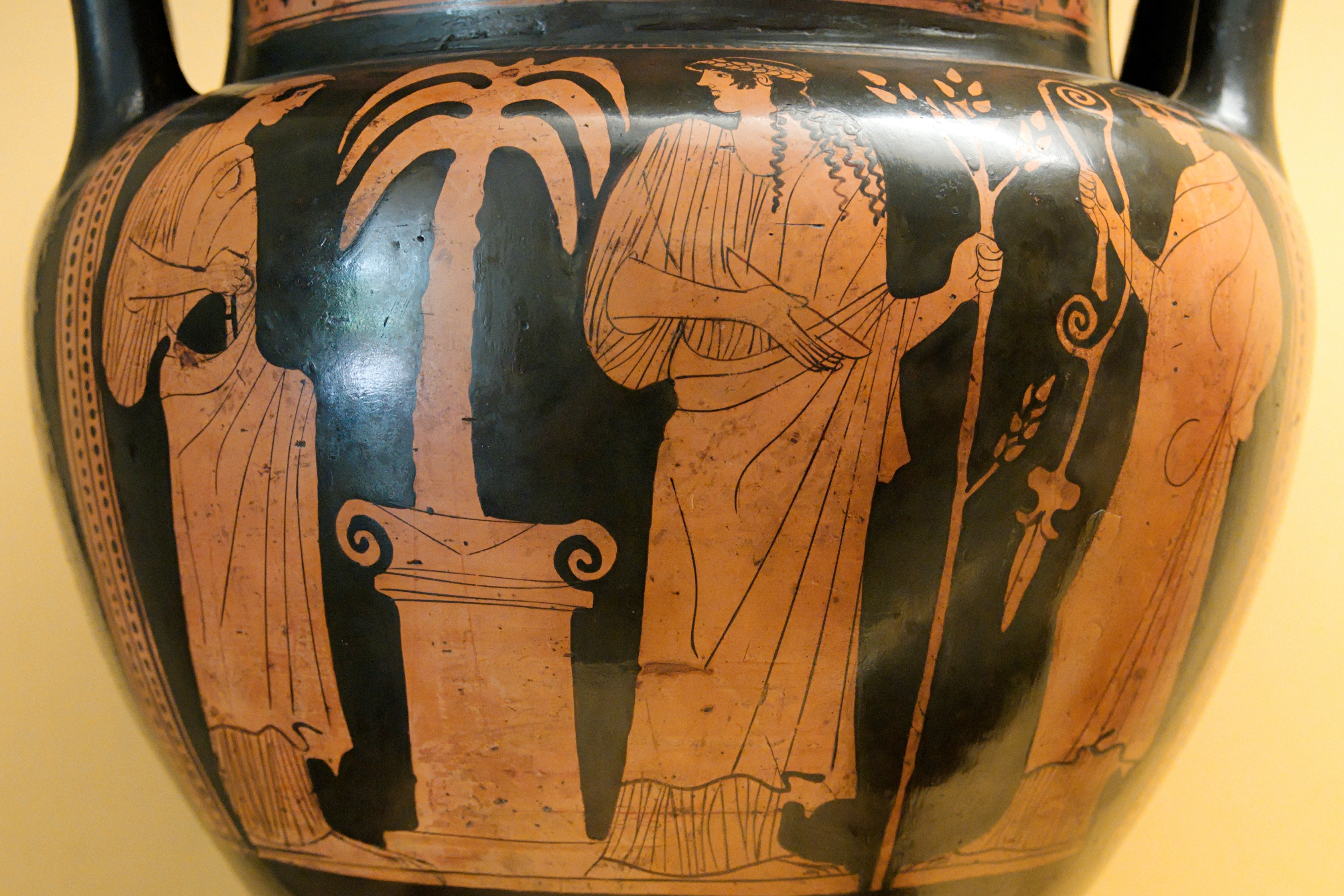
Apollon et sa sœur Artémis entourant le palmier où leur mère leur a donné naissance, cratère du Peintre de Comacchio, vers 450 av. J.-C., (musée archéologique national de Madrid).
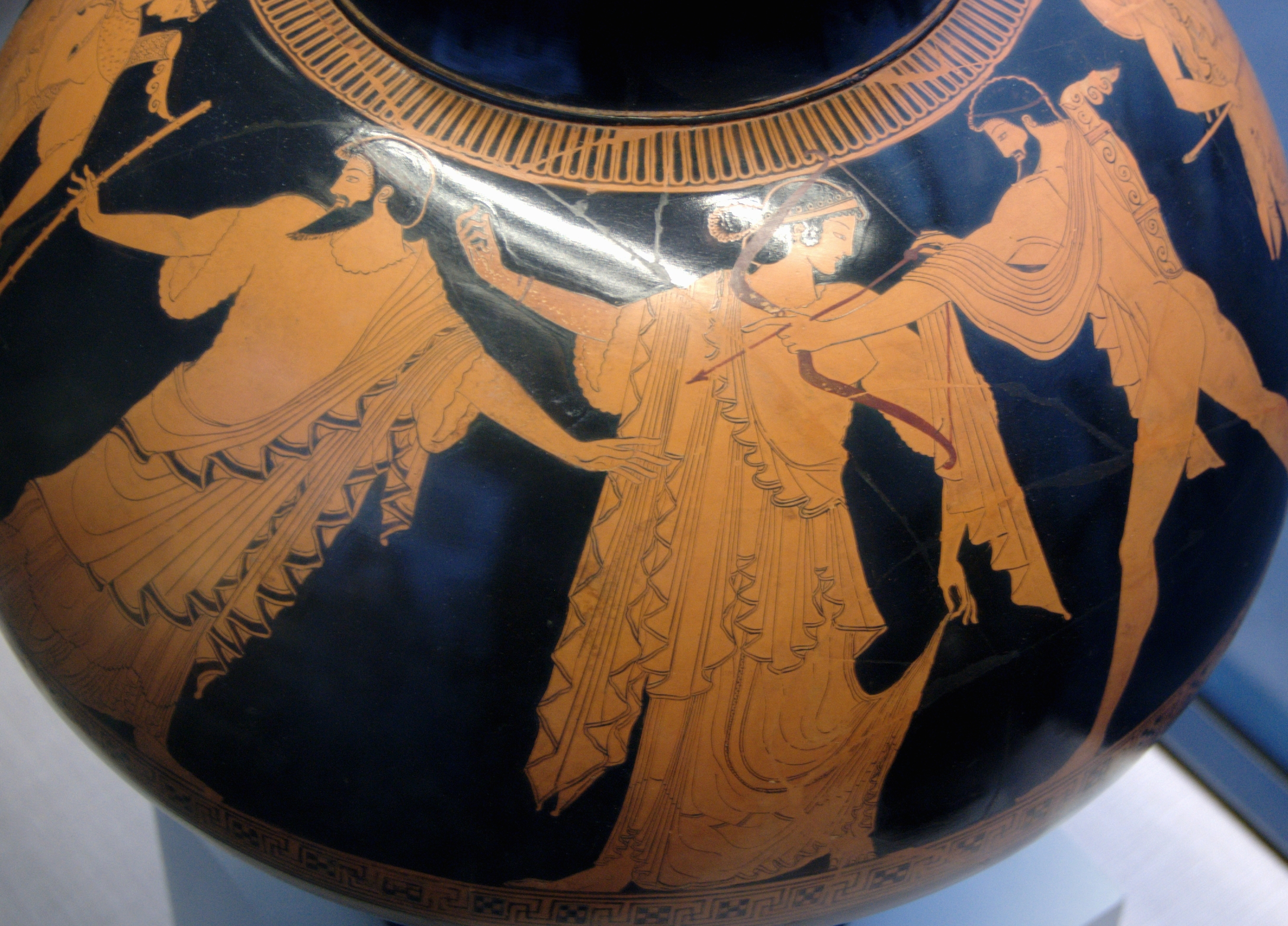
Idas et Marpessa séparés par Zeus d'Apollon, psykter attique à figures rouges, (Staatliche Antikensammlungen).
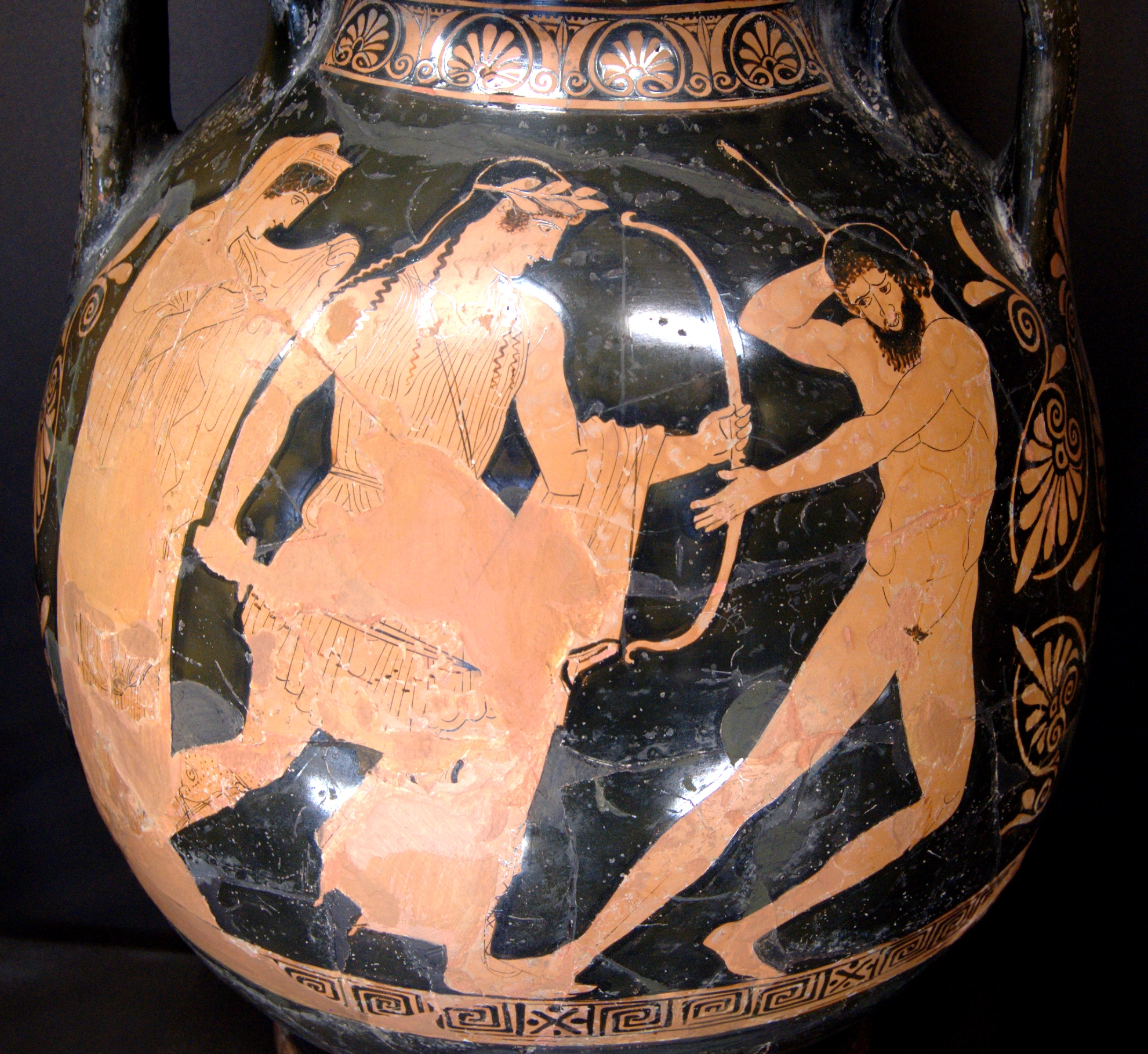
Apollon et Tityos, pélikè attique à figures rouges de Polygnote, vers 450‑440 av. J.-C..

### Un dieu bâtisseur
Dans son Hymne à Apollon, Callimaque lui prête un rôle de bâtisseur, de fondateur et législateur. Il conseillait les représentants de diverses cités grecques quant à la fondation de cités nouvelles : « Ô Phébus ! sous tes auspices s'élèvent les villes ; car tu te plais à les voir se former, et toi-même en poses les fondements. »
Platon reconnaît également ce rôle à Apollon et conseille à tout fondateur d'un État de se référer aux lois établies par le dieu : il s'agit des lois « qui regardent la fondation des temples, les sacrifices, et en général le culte des dieux, des démons et des héros, et aussi les tombeaux des morts et les honneurs qu'il faut leur rendre afin qu'ils nous soient propices… »

## Fonctions et culte

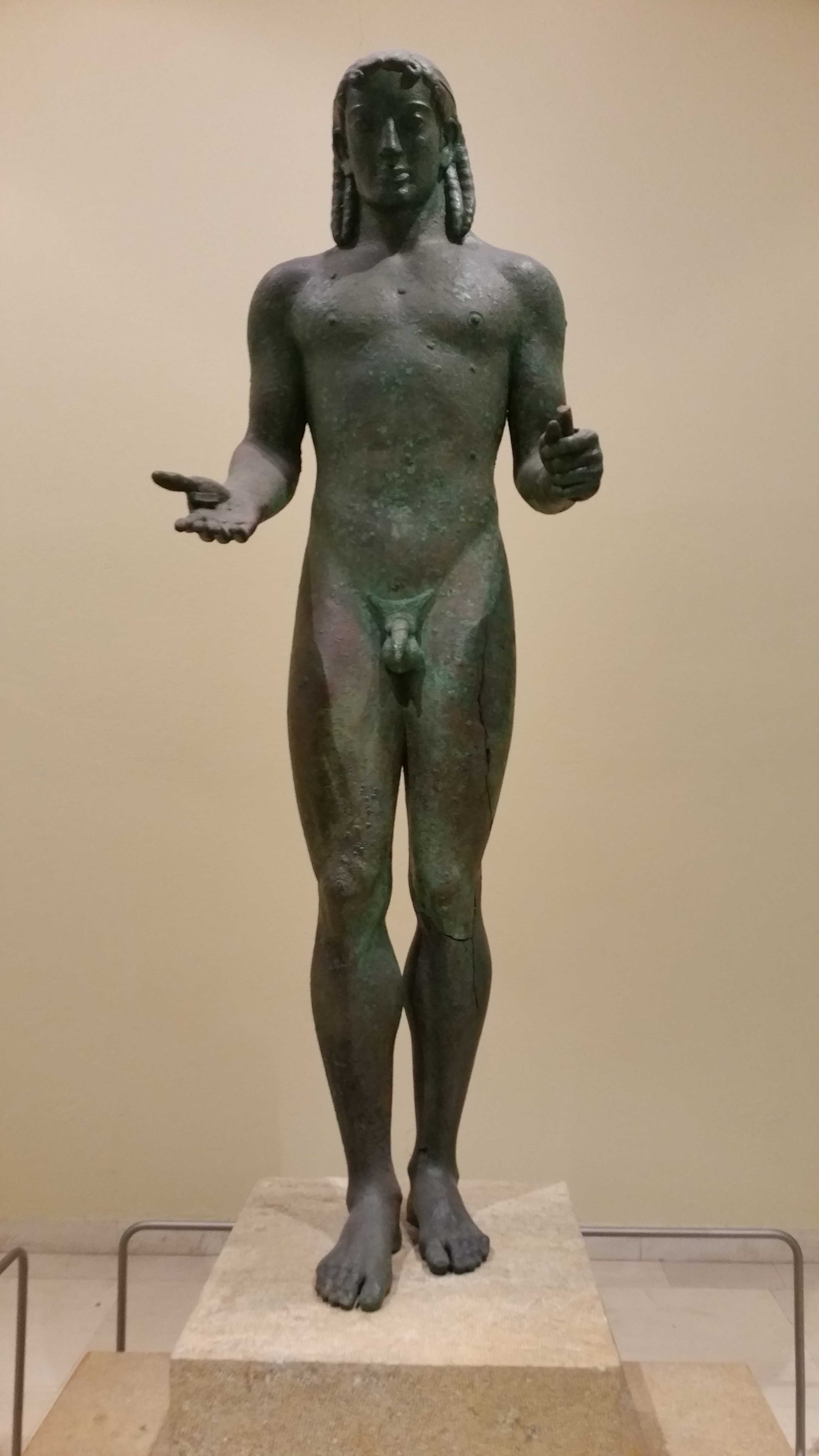
Statue cultuelle archaïque d'Apollon, musée archéologique du Pirée.

Apollon est un dieu jeune pour les Grecs. Seul entre tous les Olympiens, son nom n'apparaît pas sur les tablettes mycéniennes en linéaire B. Le premier culte de Délos concerne Artémis et non son frère. Il est possible que les Karneia, les Hyacinthies et les Daphnephoria célèbrent, à l'origine, d'autres divinités qu'Apollon. Cependant, son culte est solidement ancré dans l'ensemble du monde grec dès le VIIIe siècle av. J.-C., au moment où apparaissent les premières sources littéraires grecques.

### Chez Homère
Apollon joue un rôle majeur dans l’Iliade : selon Homère, c'est lui qui est à l'origine de la dispute d'Agamemnon et Achille et donc de l'ensemble des événements narrés par le poème. Animé du souffle prophétique, Xanthos, le cheval d'Achille, le nomme « le premier des dieux ». De fait, aucun n'est mentionné plus souvent que lui dans le poème, à l'exception de Zeus. Chacune de ses apparitions est terrifiante. Quand il veut venger son prêtre Chrysès, bafoué par Agamemnon :

« Des cimes de l'Olympe il descendit, plein de courroux,

Portant son arc et son carquois étanche sur l'épaule.

Les traits sonnèrent sur l'épaule du dieu courroucé,

Quand il partit, et c'était comme si la nuit marchait. »

Le son de son arc est terrible et sa voix gronde comme le tonnerre quand il arrête le guerrier Diomède dans son élan. C'est aussi un dieu jaloux de ses prérogatives : face à Diomède, il rappelle qu'« il n'est rien de commun / entre les Immortels et ceux qui marchent sur la terre. » Il reproche à Achille de ne pas l'avoir reconnu sous les traits du Troyen Agénor :

« Pourquoi me poursuis-tu, Achille, avec tes pieds rapides,

Mortel courant après un dieu ? N'aurais-tu pas encore

Reconnu qui je suis, que tu t'obstines dans ta rage ? »

Pendant les jeux funéraires de Patrocle, il ôte la victoire à l'archer Teucros, qui a omis de lui promettre une hécatombe.
Homère présente avant tout Apollon comme un dieu archer. Là où sa sœur emploie l'arc pour la chasse, son domaine est plutôt la guerre : il donne leur arme aux deux meilleurs archers de la guerre de Troie, le Troyen Pandaros et le Grec Teucros. Ses flèches sont porteuses de mort : elles sèment la peste dans le camp grec, tuant hommes et bêtes. Le seul remède réside alors dans la prière, la purification et le sacrifice : lui seul peut écarter la maladie qu'il apporte.

### Musicien

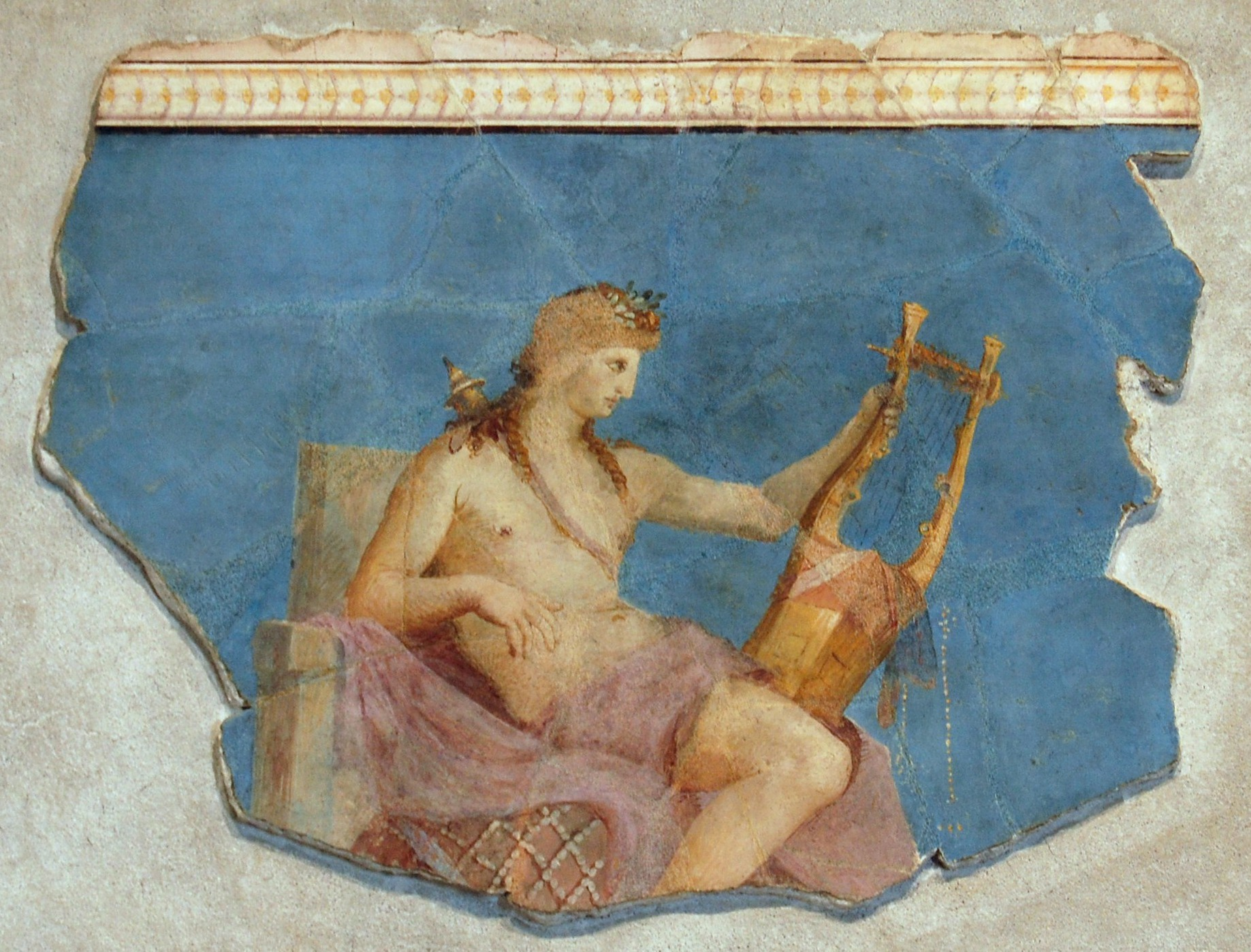
Apollon citharède, fresque romaine du Ier siècle, Musée du Palatin (Inv. 379982).

L'hymne à Apollon pythien commence par l'apparition d'Apollon dans l'Olympe, la phorminx (lyre) à la main : « aussitôt les Immortels ne songent plus qu'à la cithare et aux chants. » Les Muses chantent en chœur les dieux et les hommes ; les dieux de l'Olympe, Arès compris, se donnent la main pour danser et Apollon lui-même, tout en jouant, se joint à eux. La scène résume l'un des domaines majeurs d'Apollon : la μουσική / mousikē, c'est-à-dire la combinaison du chant, de la musique instrumentale et de la danse.
En tant que tel, Apollon est le patron des musiciens : « c'est par les Muses et l'archer Apollon qu'il est des chanteurs et des citharistes », dit Hésiode. Il inspire même la nature : à son passage « chantent les rossignols, les hirondelles et les cigales ». Sa musique apaise les animaux sauvages et meut les pierres. Pour les Grecs, musique et danse ne sont pas seulement des divertissements : elles permettent aux hommes de supporter la misère de leur condition.
Jacqueline Duchemin, spécialiste de poésie grecque et de mythologie comparée, a émis l'hypothèse selon laquelle les prérogatives d'Apollon dans le domaine de la musique et de la poésie se rattacheraient à sa nature de divinité pastorale, l'une des fonctions originelles du dieu étant la protection des troupeaux. Selon l'auteur de La Houlette et la lyre, ce seraient les bergers et les pâtres qui auraient inventé l'art musical au cours de leurs longues veillées solitaires. Elle affirme ainsi : « Le poète et le berger sont bien une même personne. Et ses dieux sont à son image. » Et aussi : « Les divinités des pâtres et des bêtes furent, au sein d'une nature pastorale, dans les temps les plus anciens, celles de la musique, de la danse et de l'inspiration poétique. »

### Dieu des oracles

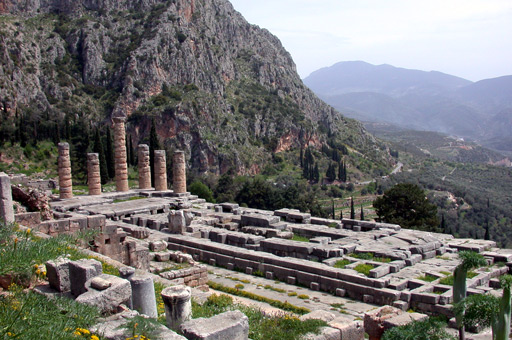
Le temple d'Apollon à Delphes.

Après avoir réclamé l'arc et la lyre, Apollon, dans l'hymne homérique qui lui est consacré, nomme son troisième domaine d'intervention : « je révélerai aussi dans mes oracles les desseins infaillibles de Zeus. » Si Zeus et quelques héros, comme Trophonios, possèdent leurs oracles, Apollon est la principale divinité oraculaire des Grecs. Il le déclare lui-même quand son frère Hermès essaie d'obtenir aussi le don de divination : « j'ai engagé ma parole, et juré par un serment redoutable que nul autre que moi, parmi les Dieux toujours vivants, ne connaîtrait la volonté de Zeus aux desseins profonds. »
À partir de l'époque classique, tous les sites oraculaires de grande envergure appartiennent à Apollon, à l'exception de l'oracle de Zeus à Dodone et, plus tard, de celui de Zeus Ammon à Siwa. Interrogé sur la disparition des oracles liés aux sources sacrées ou aux vapeurs émanant de la terre, Apollon répond au IIe et IIIe siècles : 

« […] la terre elle-même s'entr'ouvrit et reprit les uns dans ses entrailles souterraines, tandis qu'une éternité infinie anéantit les autres. Mais seul Hélios [Apollon] qui brille pour les mortels possède encore dans les gorges divines de Didymes les eaux de Mykalè, et celle qui court en bordure de Pythô sous la montagne du Parnasse, et la rocailleuse Claros, bouche rocailleuse de la voix prophétique de Phoibos. »

Le principal oracle d'Apollon est celui de Delphes, qui est probablement fondé entre 900 et 700 av. J.-C.. Dès l'époque archaïque, Apollon delphien est omniprésent dans la vie des cités : il approuve leurs lois, comme la Grande Rhêtra de Sparte ou la constitution de Clisthène à Athènes, et donne sa bénédiction aux expéditions coloniales. Il apparaît dans les mythes héroïques comme celui d'Œdipe ou de Thésée. Les Jeux pythiques, en l'honneur d'Apollon, sont le concours public le plus important après les Jeux olympiques. À l'époque hellénistique, il conseille le Sénat romain. Après une période de déclin au Ier siècle av. J.-C., le sanctuaire est détruit au IVe siècle par les chrétiens.

## Épiclèses, attributs et sanctuaires
- Épiclèses :
  - ἑκηϐόλος / hekêbólos, « qui vise loin »,

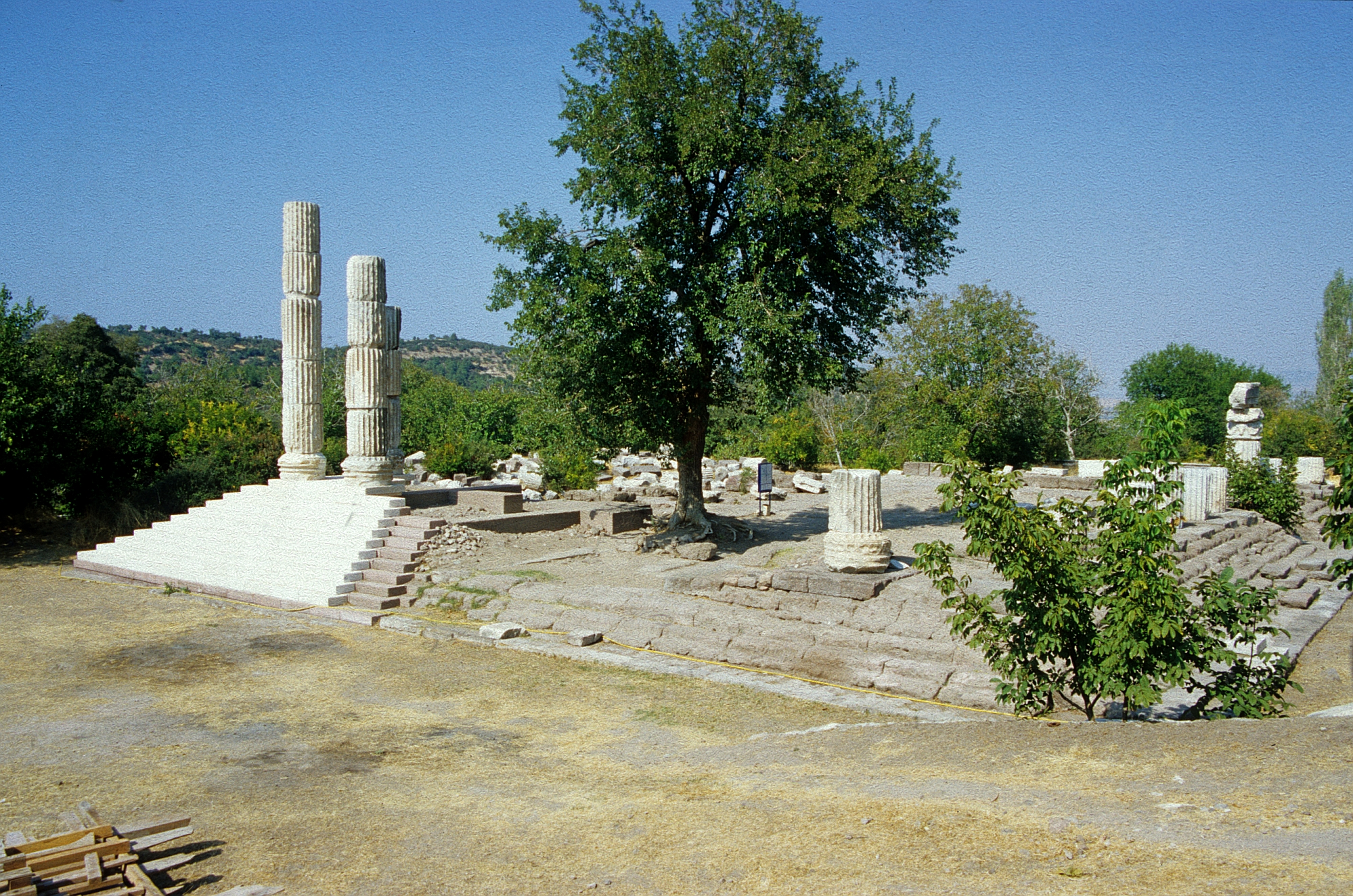
Temple d'Apollo Smintheus à Çanakkale (Turquie actuelle).

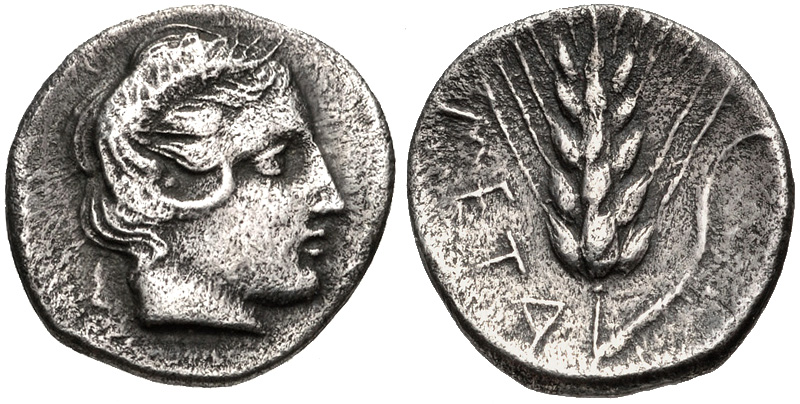
Apollon avec des cornes, Apollo Karneios, 430-400 avant notre ère.

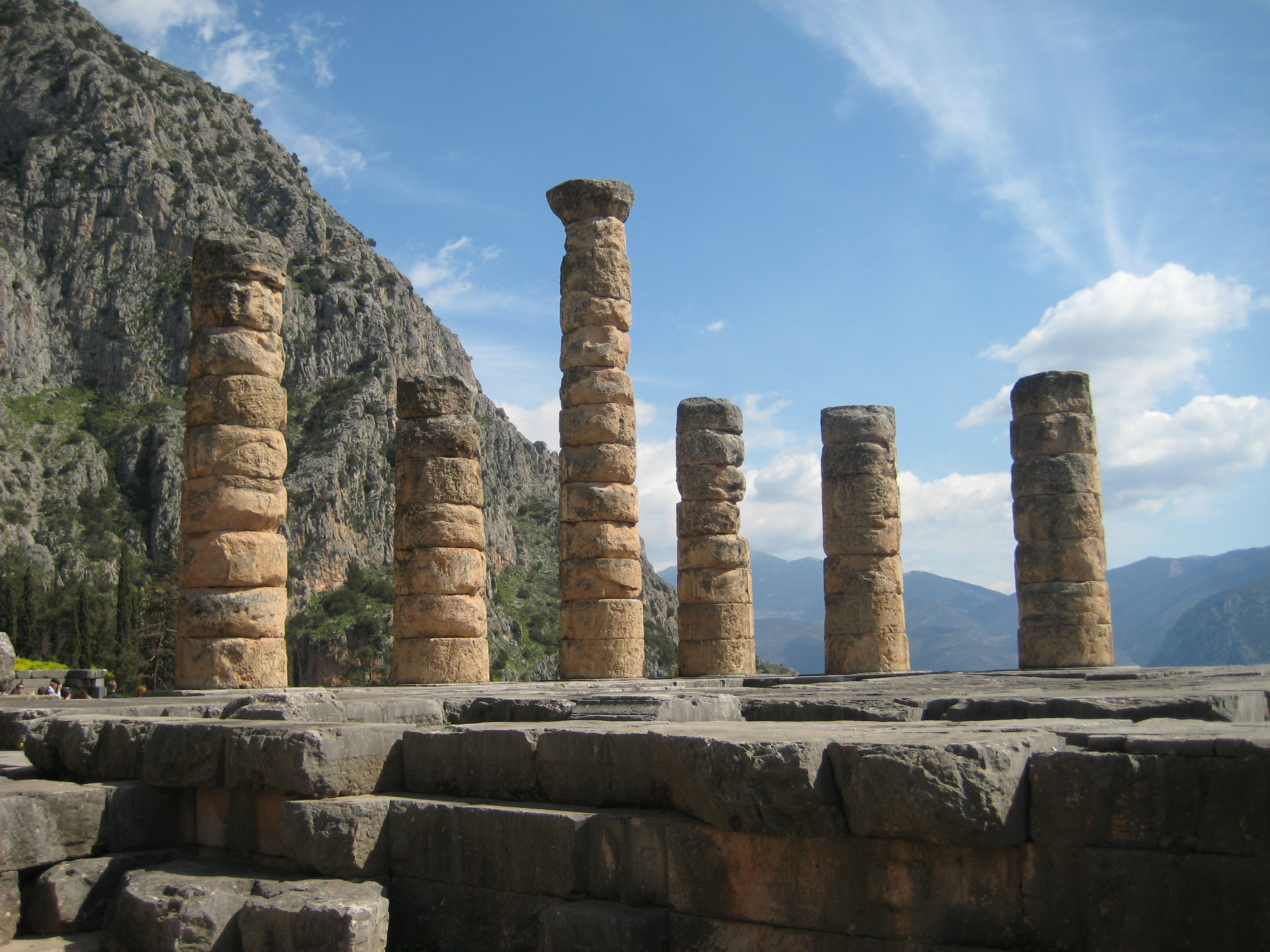
Colonnes du temple d'Apollon à Delphes.

  - ὑπερϐόρεος / hyperbóreos, « Hyperboréen » (« de l'extrême Nord »),
  - ἀργυρότοξος / argyrótoxos, « à l'arc d'argent »,
  - ἑκάεργος / hekáergos, « qui repousse au loin », avec ses flèches,
  - μουσαγέτης / mousagétês, « musagète » (« conducteur des Muses »),
  - χρυσολύρης / khrusolúrês, « à la lyre d'or »,
  - ἀλεξίκακος / alexíkakos, « qui éloigne le mal »,
  - λοξίας / loxías, « l'oblique » (pour Apollon comme dieu des oracles),
  - Σμινθεύς / Smintheús, ou Myoctonos « Sminthée » ou « Sminthéen », « dieu aux rats »[114],[115],[116]. Le rat, comme le serpent, est un symbole chtonien[117]
  - ευκος / eukos, « le lumineux »,
  - λύκeος / Lykeios, « le dieu-loup »[118],[119]
  - Ἀμαζόνιος / Amazónios, ou Amazonius, épiclèse du dieu gréco-romain Apollon sous laquelle il était adoré et avait un temple à Pyrrhichus
  - Karneios « protecteur du bétail »
  - Nomios ou Criophoros, « le protecteur des troupeaux »[120],
  - Paiôn, « guérisseur »[121], et /ou « le chantre de la victoire »,
  - Phoibos ou Xanthos, « le brillant », « le couleur de feu »,
  - Pythios ou Pythoktonos, « le vainqueur de Python »,
  - Sauroctone, « tueur de lézards/ dragons »,
  - Sôter, « le sauveur », « purificateur »,
  - Téménos, « du Temple* de plein air »
  - Agyiée, « qui préside aux rues »
  - « citharède »
- Attributs : l'arc, la lyre, la flûte, les cornes de bovidés, le laurier (cf. Daphné) et le trépied . L'on peut aussi le voir sur un char.
- Animaux favoris : le corbeau, le cygne, le coq, le loup et le serpent ;

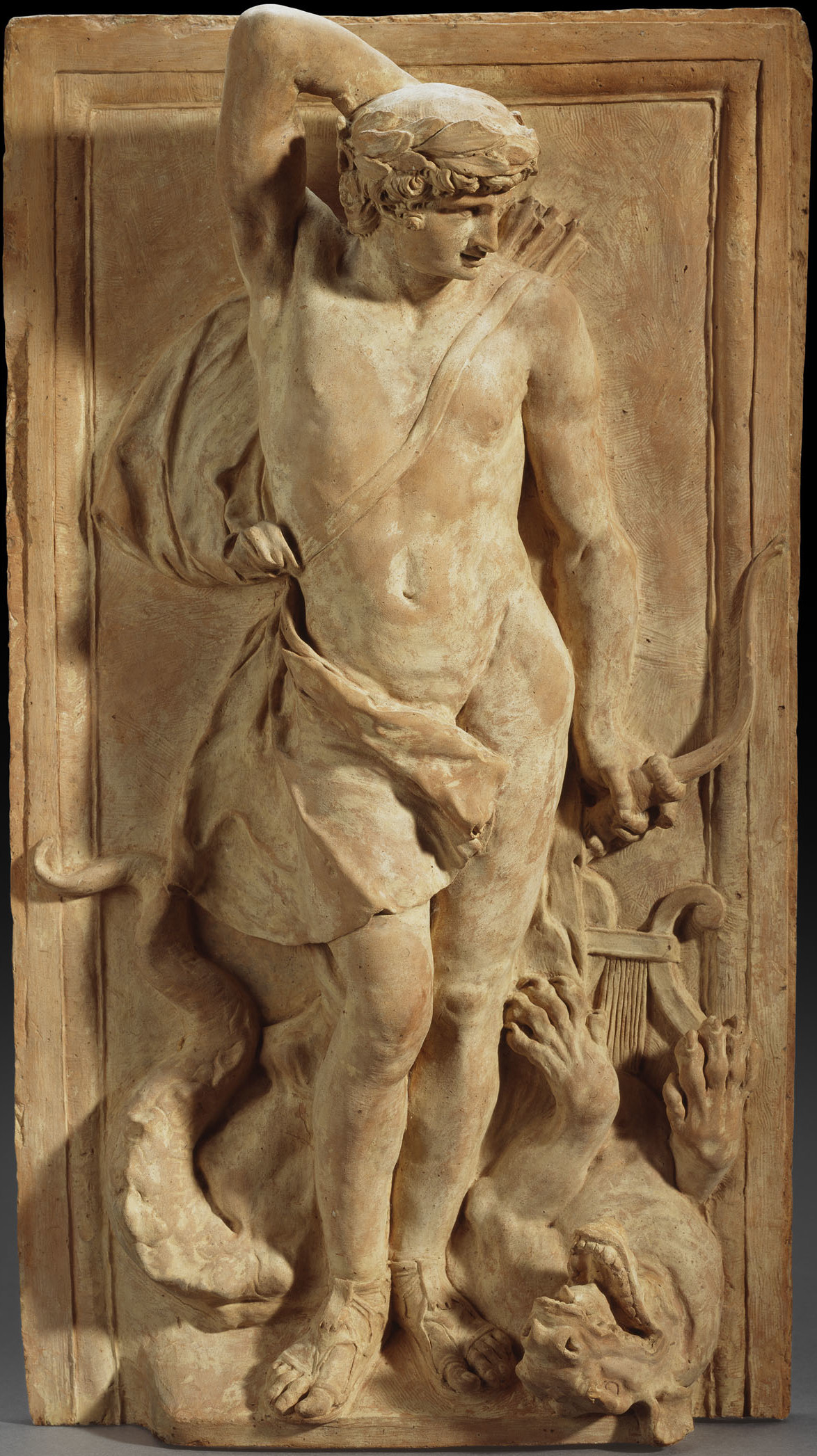
Artus Quellinus (1609-1668), Apollon et Python. Collection Fondation Roi Baudouin.

- Sanctuaires : Delphes, Délos, Claros, Argos, Thasos, Didymes, Ptôion ;
- Fêtes qui lui sont consacrées : les Karneia, les Actia.

## Représentations artistiques

### Dans l'art antique

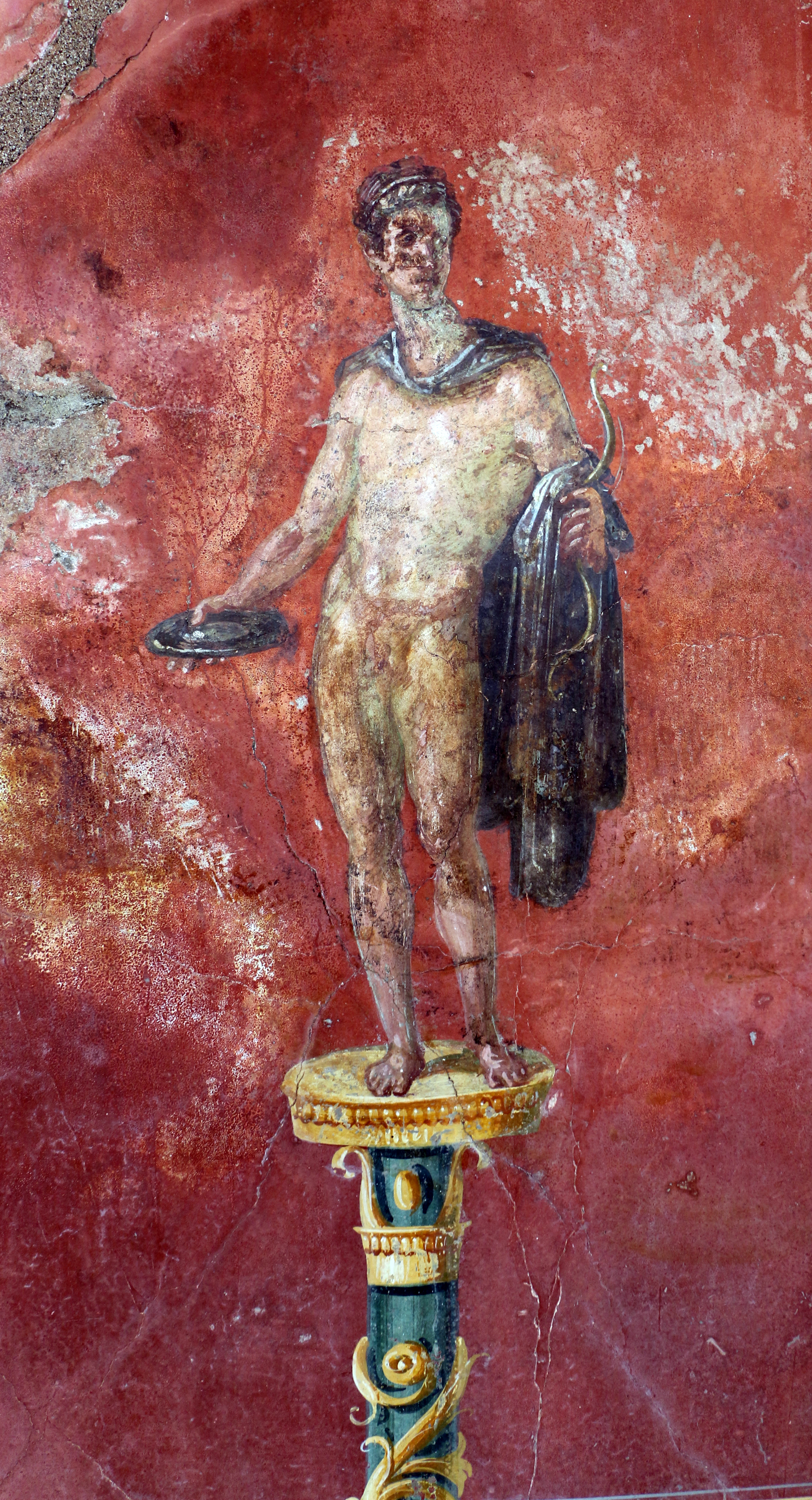
Apollon, fresque antique du Ier siècle, Pompéi.

Apollon est toujours représenté dans la fraîcheur d'une éternelle jeunesse. C'est une caractéristique typique d'un dieu qui ne vieillit jamais.
Il est représenté avec les cheveux longs, conformément à l'une de ses épithètes homériques. La coiffure est typique des jeunes gens ou kouroi, terme dérivé de la racine ker-, « tondre, couper » (sous-entendu : les cheveux). Le passe-temps typique du jeune homme étant l'athlétisme, pratiqué nu, l'offrande typique à Apollon prend la forme, à l'époque archaïque, d'un jeune homme debout, nu, les cheveux longs, type statuaire que les historiens de l'art appellent le kouros.
Liste des statues d'Apollon ayant un article dans Wikipédia

### À l'époque moderne

Quelques représentations artistiques
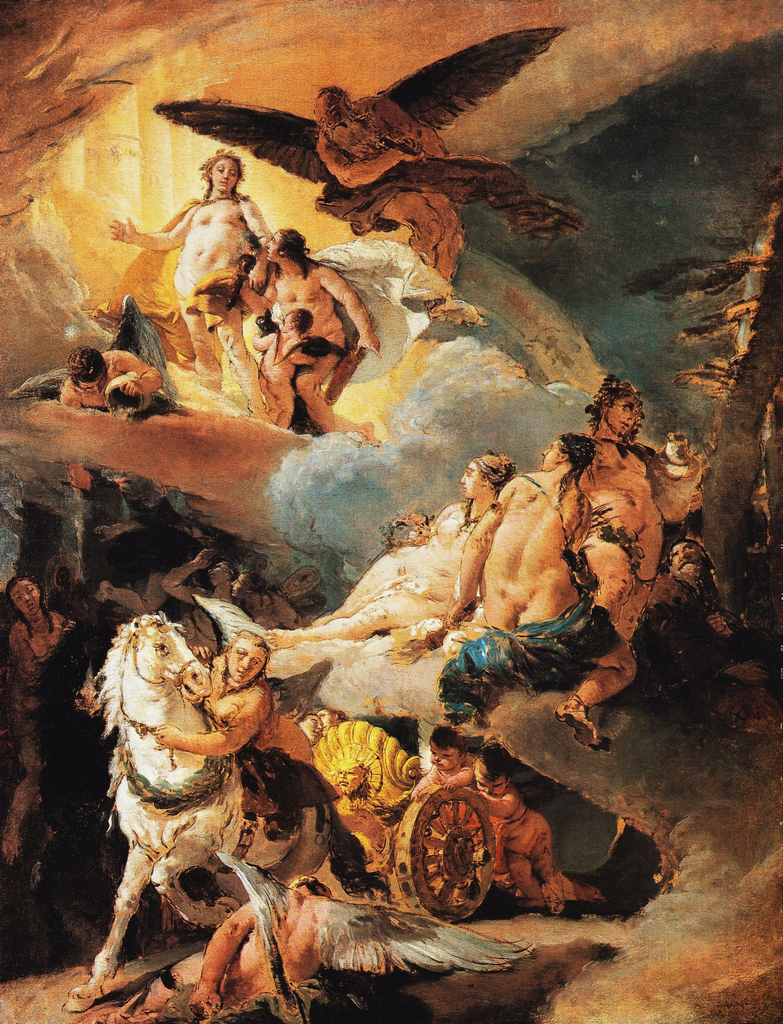
Allégorie du jour naissant - Phaeton et Apollon Giambattista Tiepolo, vers 1730 Académie des beaux-arts de Vienne[125].
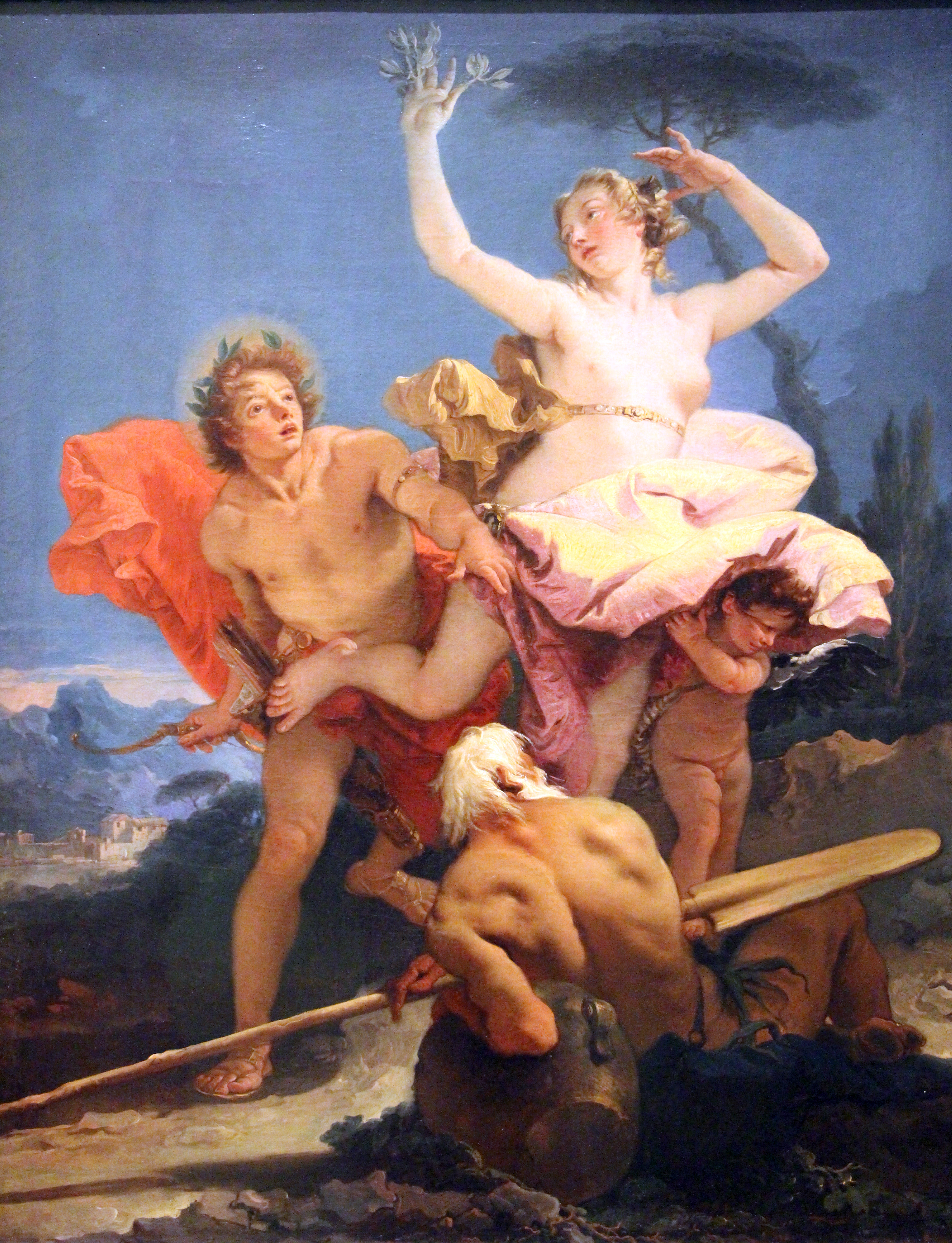
Apollon et Daphné
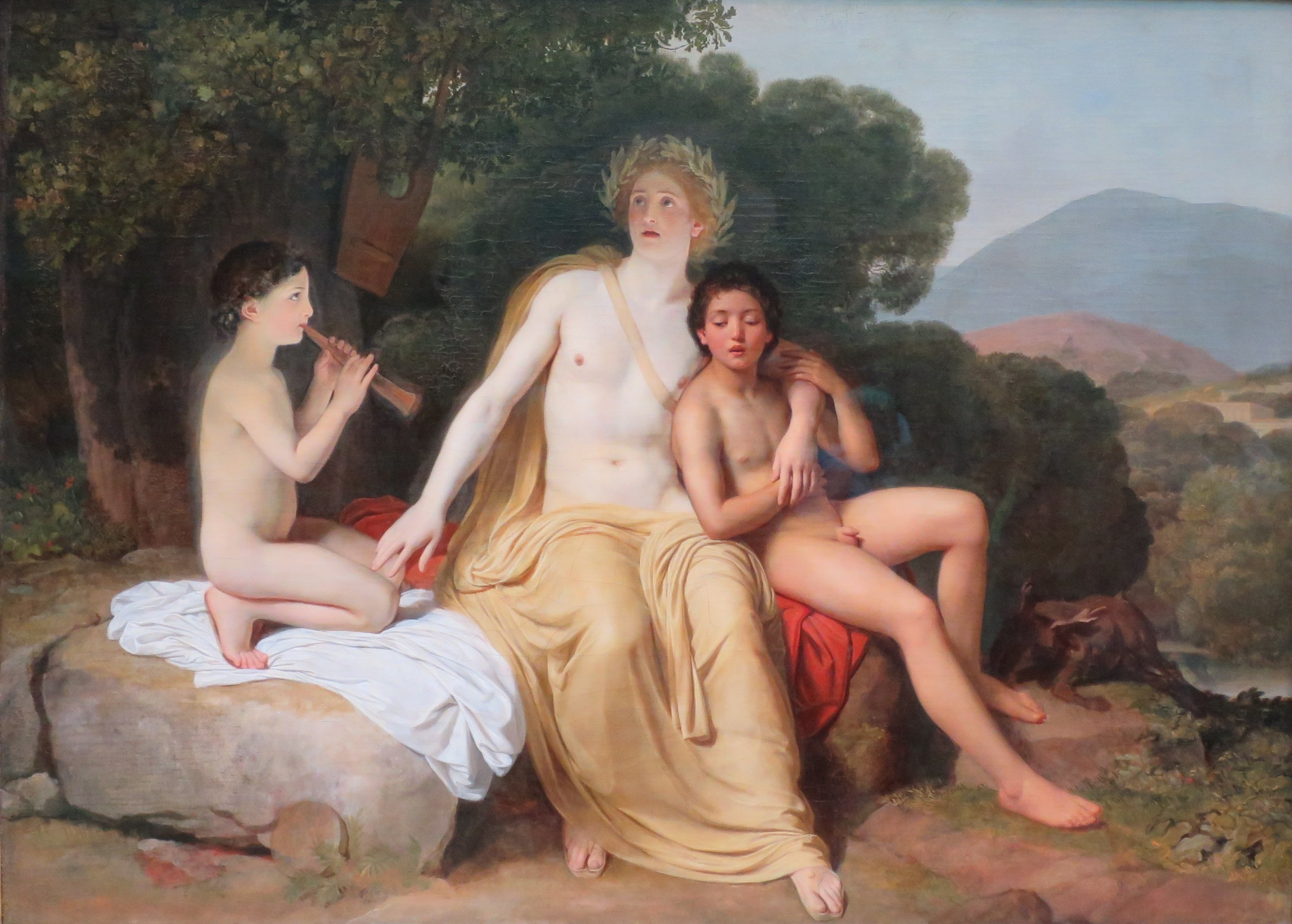
Apollon, Hyacinthe et Cyparisse, Alexandre Ivanov, 1834.
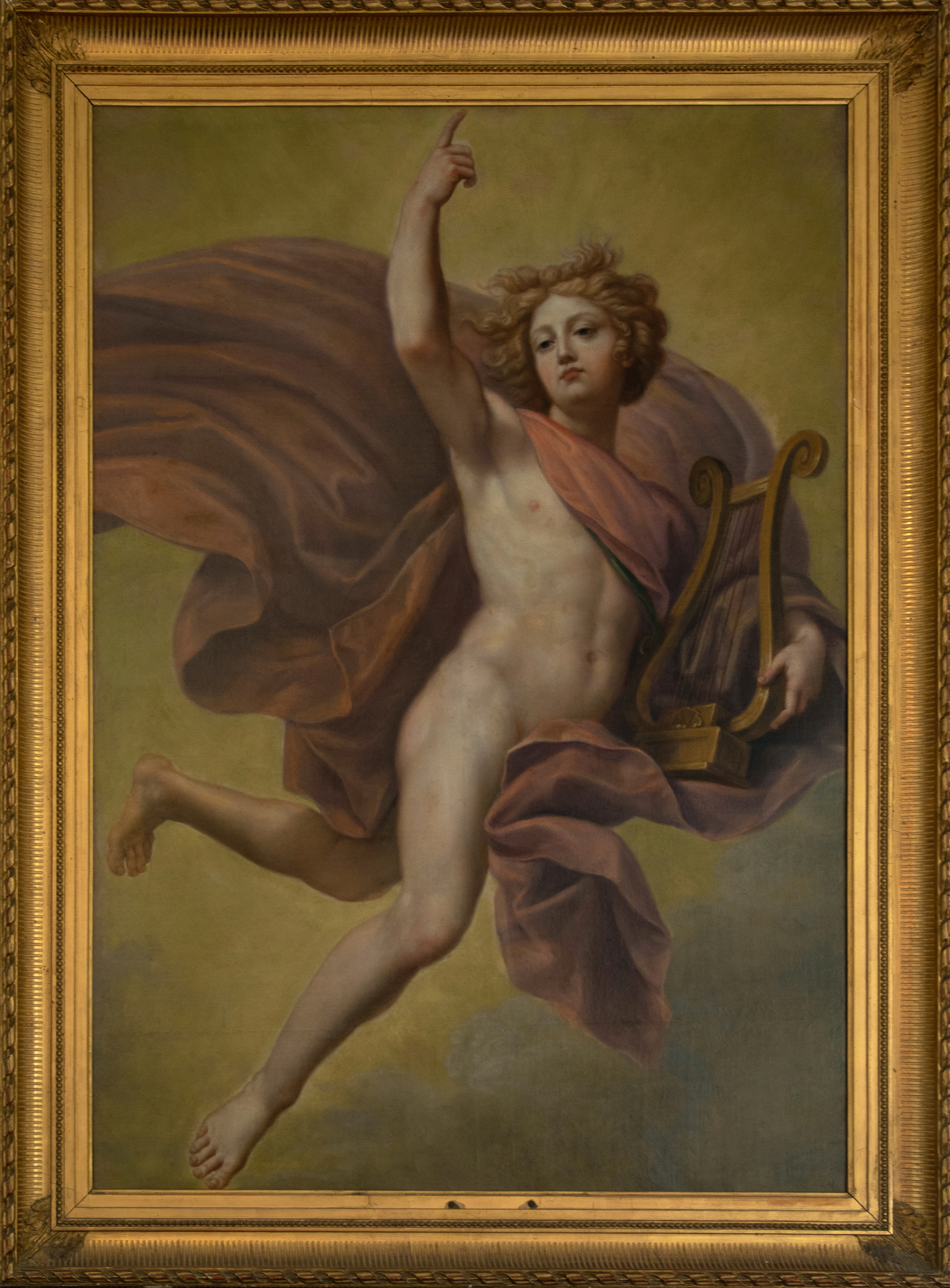
Apollon dans les nuées, par Pierre Mignard, coll. Musée de Dinan

### Apollon etLouisXIV

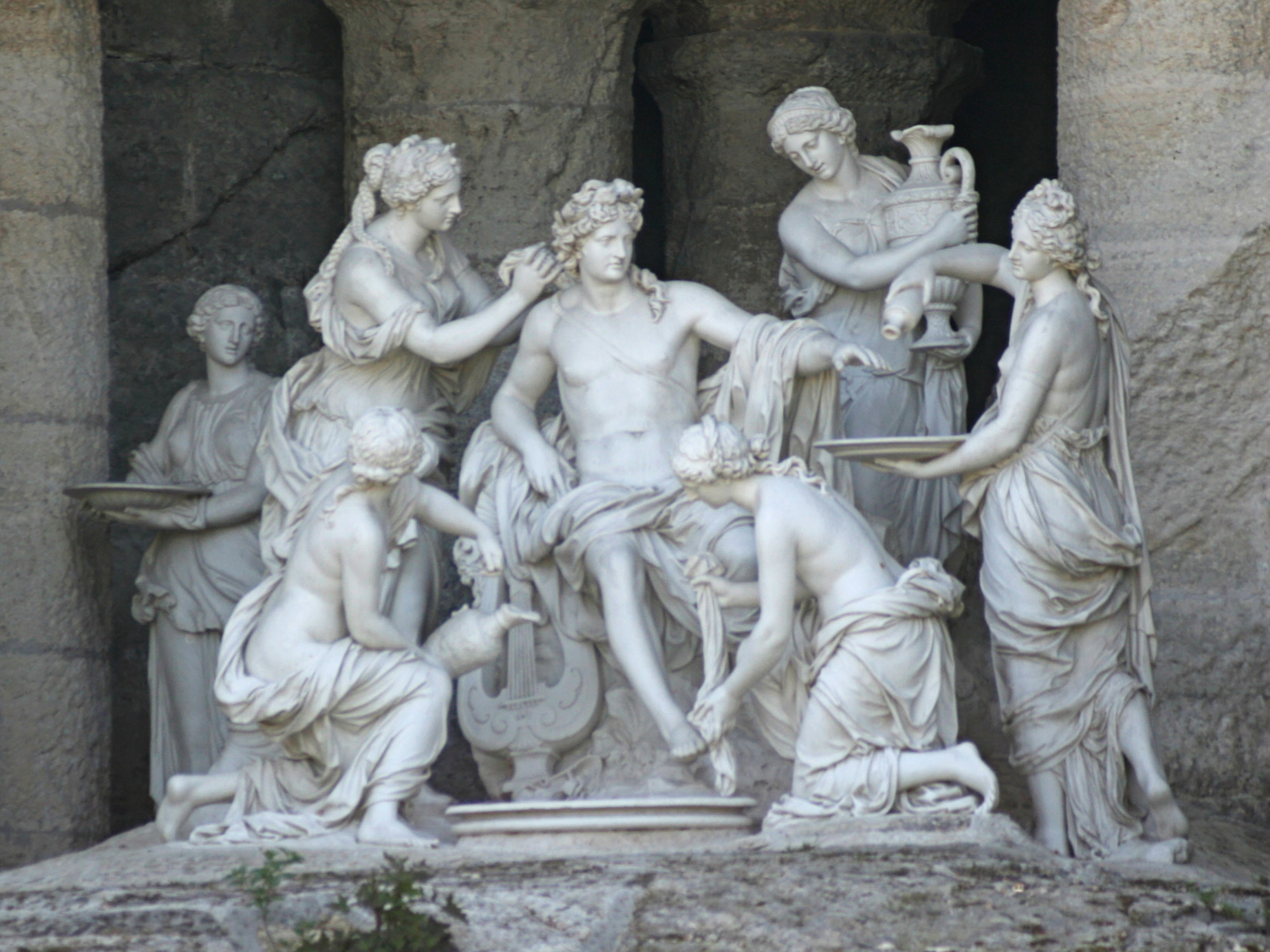
Apollon servi par les nymphes (parc du château de Versailles).

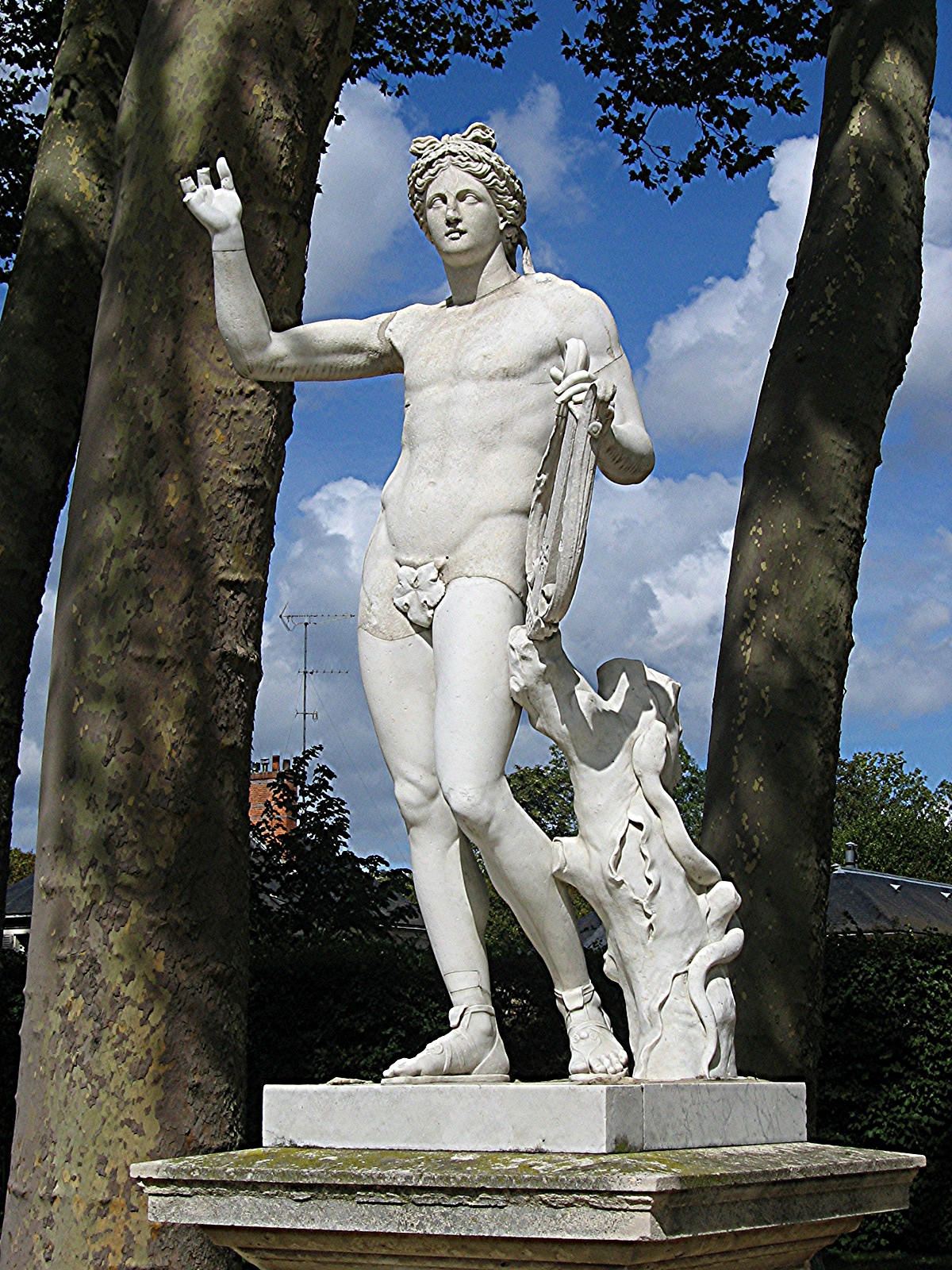
Statue d'Apollon dans les jardins de Versailles.

- La galerie d'Apollon, au Louvre, est l'œuvre du décorateur et peintre Charles Le Brun. Elle fut continuée par Eugène Delacroix et achevée sous le Second Empire.
- Dans le château de Versailles, le salon d'Apollon, ou salle du trône, était réservé à la réception des ambassadeurs. Le dieu des arts semblait également patronner les spectacles de danse et de musique qui s'y déroulaient.
- Les jardins de Versailles offrent de nombreuses représentations du dieu solaire :
  - Le bassin d'Apollon est situé dans la grande perspective, à proximité du Grand Canal. Une statue monumentale d'Apollon a été réalisée par Tuby. Apollon sort de l'eau conduisant un char tiré par des chevaux.
  - Le bosquet des bains d'Apollon, réalisé au XVIIIe siècle, met en valeur un groupe sculpté par François Girardon et Thomas Regnaudin sous le règne de Louis XIV : Apollon servi par les nymphes.
- Peintures : 
  - Apollon et Aurore, Gérard de Lairesse, 1671, Metropolitan Museum of Art, New York.

### Musique
Louis-Nicolas Clérambault a composé deux cantates, Apollon, opus 15 et Apollon et Doris, opus 21.

### Télévision
L'épisode 6 Apollon, l’ombre et la lumière de la série Les Grands Mythes est centré sur lui.

#### Religion et mythologie
- Louis Séchan et Pierre Lévêque, Les Grandes divinités de la Grèce, Paris, E. de Boccard, 1990 (1re éd. 1966)
- Pierre Grimal (préf. Charles Picard), Dictionnaire de la mythologie grecque et romaine, Paris, Presses universitaires de France, 1991, 11e éd., 574 p. (ISBN 978-2-13-044446-6, OCLC 635622207).
- Walter Friedrich Otto (trad. de l'allemand par Claude-Nicolas Grimbert et Armel Morgant, préf. Marcel Detienne), Les dieux de la Grèce : la figure du divin au miroir de l'esprit grec, Payot, coll. « Bibliothèque historique Payot », 1993 (1re éd. 1929) (ISBN 978-2-228-88150-0), p. 79–98.
- Timothy Gantz, Mythes de la Grèce archaïque, Belin, 2004 [détail de l’édition].
- (en) Jennifer Larson, Ancient Greek Cults : A Guide, New York, Routledge, 2007.
- Walter Burkert (trad. Pierre Bonnechere), La Religion grecque à l'époque archaïque et classique, Paris, Picard, 2011 (1re éd. 1977).

#### Apollon
- T. A. Besnard, F. Bièvre-Perrin, É. Cousin et J. Parétias (dir.), Qui es-tu, Apollon ? De l'Antiquité à la culture pop, Éditions Octopus/Musée Juliobona, Sotteville-les-Rouen, 2023.
- Gaston Colin, Le culte d'Apollon pythien à Athènes, Paris, Albert Fontemoing éditeur, coll. « Bibliothèque des Écoles françaises d'Athènes et de Rome no 93 », 1905, 179 p. (lire en ligne)
- Marcel Detienne, Apollon le couteau à la main, Gallimard, coll. « Bibliothèque des sciences humaines », Paris, 1998  (ISBN 2070733718)
- Jacqueline Duchemin, La Houlette et la lyre. Recherche sur les origines pastorales de la poésie : Hermès et Apollon, Paris, Les Belles Lettres, 1960.
- Georges Dumézil, Apollon sonore et autres essais. 25 esquisses de mythologie, Gallimard, Paris, 1982 et 1987.
- Jens Fischer, Folia ventis turbata – Sibyllinische Orakel und der Gott Apollon zwischen später Republik und augusteischem Principat (Studien zur Alten Geschichte 33), Göttingen 2022
- Jean Gagé, Apollon romain : Essai sur le culte d'Apollon et le développement du ritus Graecus à Rome des origines à Auguste, de Boccard, coll. « Bibliothèque des Écoles Françaises d'Athènes et de Rome » (no 182), 1955
- Daniel E. Gershenson, Apollo the Wolf-god, Institute for the Study of Man, coll. « Journal of Indo-European studies / Monograph » (no 8), 1991 (ISBN 978-0-941694-38-4, lire en ligne).
- (en) Fritz Graf, Apollo, Londres et New York, Routledge, 2009[126]
- Henri Grégoire, avec la collaboration de R. Goossens et de M. Mathieu, Asklépios, Apollon Smintheus et Rudra. Études sur le dieu à la taupe et le dieu au rat dans la Grèce et dans l'Inde, Bruxelles, 1950.
- Philippe Monbrun, Les voix d'Apollon : l'arc, la lyre et les oracles, Presses universitaires de Rennes, Rennes, 2007  (ISBN 978-2753504158).

#### Autres
- J.lier et de A. Gheerbant (s. dir.), Dictionnaire des symboles, Mythes, rêves, coutumes, gestes, formes, figures, couleurs, nombres, Robert Laffont, Aylesbury, 1990.
- Bernard Sergent, Homosexualité et initiation chez les peuples indo-européens, Payot coll. « Histoire », Paris, 1996 (1res éditions 1984 et 1986)  (ISBN 2-228-89052-9), notamment p. 99-65.
- Bernard Sergent, Celtes et Grecs II. Le livre des dieux, Payot, Paris, 2004  (ISBN 2-228-89926-7).

### Sources radiophoniques
- Pierre Judet de La Combe, Apollon, un voyou magnifique, ou les tours et détours d’un dieu trop humain, France Inter, 24 septembre 2022. 55 min
- Paul Schubert, « Apollon, Artémis et leur naissance à Délos », Mythomane, Radio télévision suisse, 8 novembre 2015 (consulté le 20 avril 2020)
- Paul Schubert, « Apollon et Daphné », Mythomane, Radio télévision suisse, 1er novembre 2015 (consulté le 27 avril 2020)